# Station Groningen
Station Groningen, plaatselijk bekend als het Hoofdstation, is het belangrijkste spoorwegstation in de stad Groningen. Het ligt aan de zuidkant van de binnenstad, net over het Verbindingskanaal.

## Naam

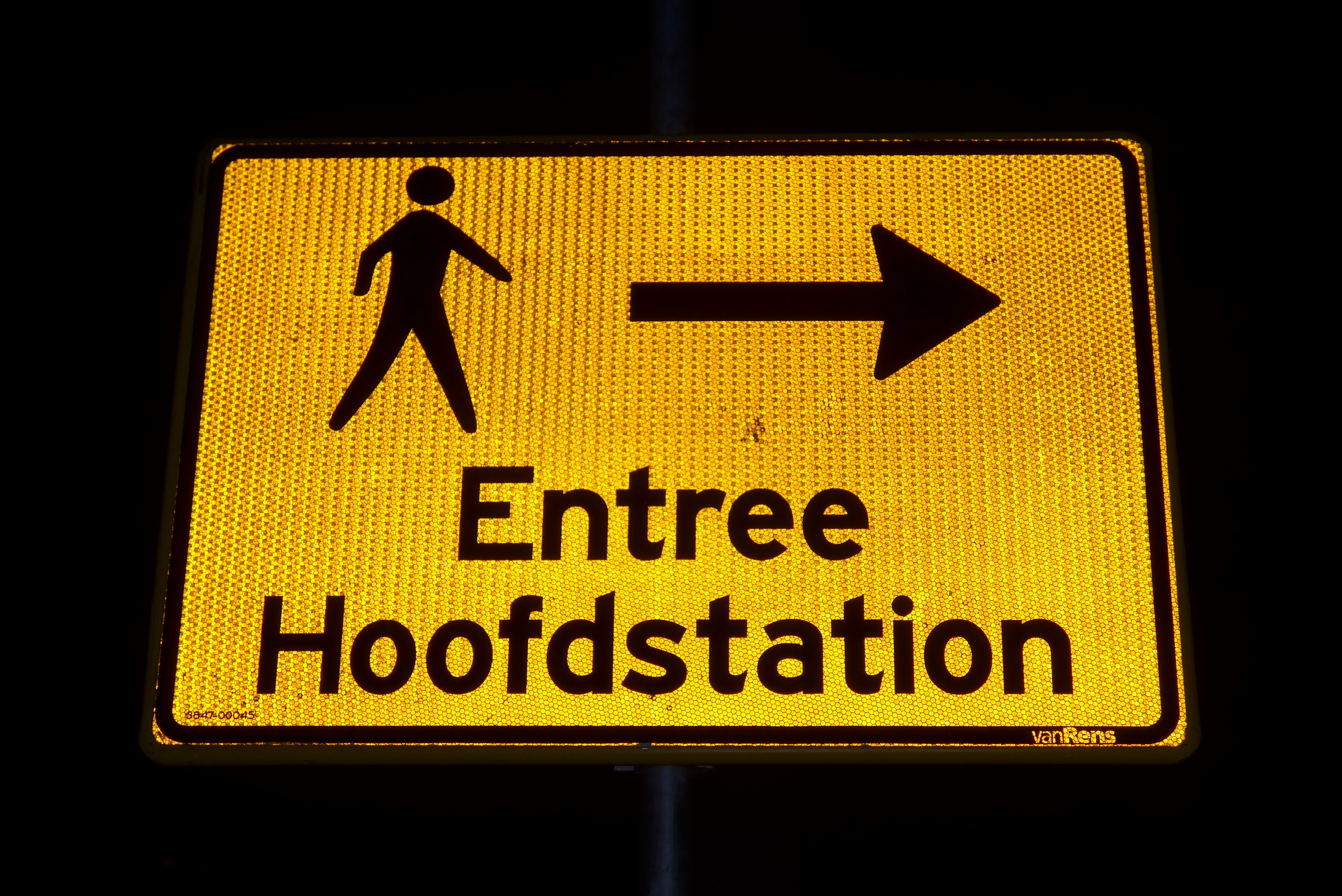
De benaming Hoofdstation op een omleidingsbord voor voetgangers (2023)

Stationsbeheerder ProRail en de vervoermaatschappijen NS Reizigers en Arriva gebruiken de van oudsher officiële naam Groningen, maar Groningers in de gehele provincie noemen het gebouw (ook van oudsher) het Hoofdstation. Ook de gemeente Groningen hanteert in officiële stukken vaak deze laatste naam. Toen in 1992 het centrale stadsbusstation werd verplaatst naar het hoofdstation, waar de streekbussen al sinds 1953 hun autobusstation hadden, begonnen het GVB en streekvervoerder Gado de naam Centraal Station te gebruiken als naam voor deze nieuwe bushalte. Vervoerbedrijf Qbuzz, dat sinds 2009 vrijwel al het stads- en streekvervoer in Groningen exploiteert, gebruikte de naam Centraal Station, maar is op 15 december 2013 op verzoek van de gemeente overgegaan op Hoofdstation.

## Geschiedenis

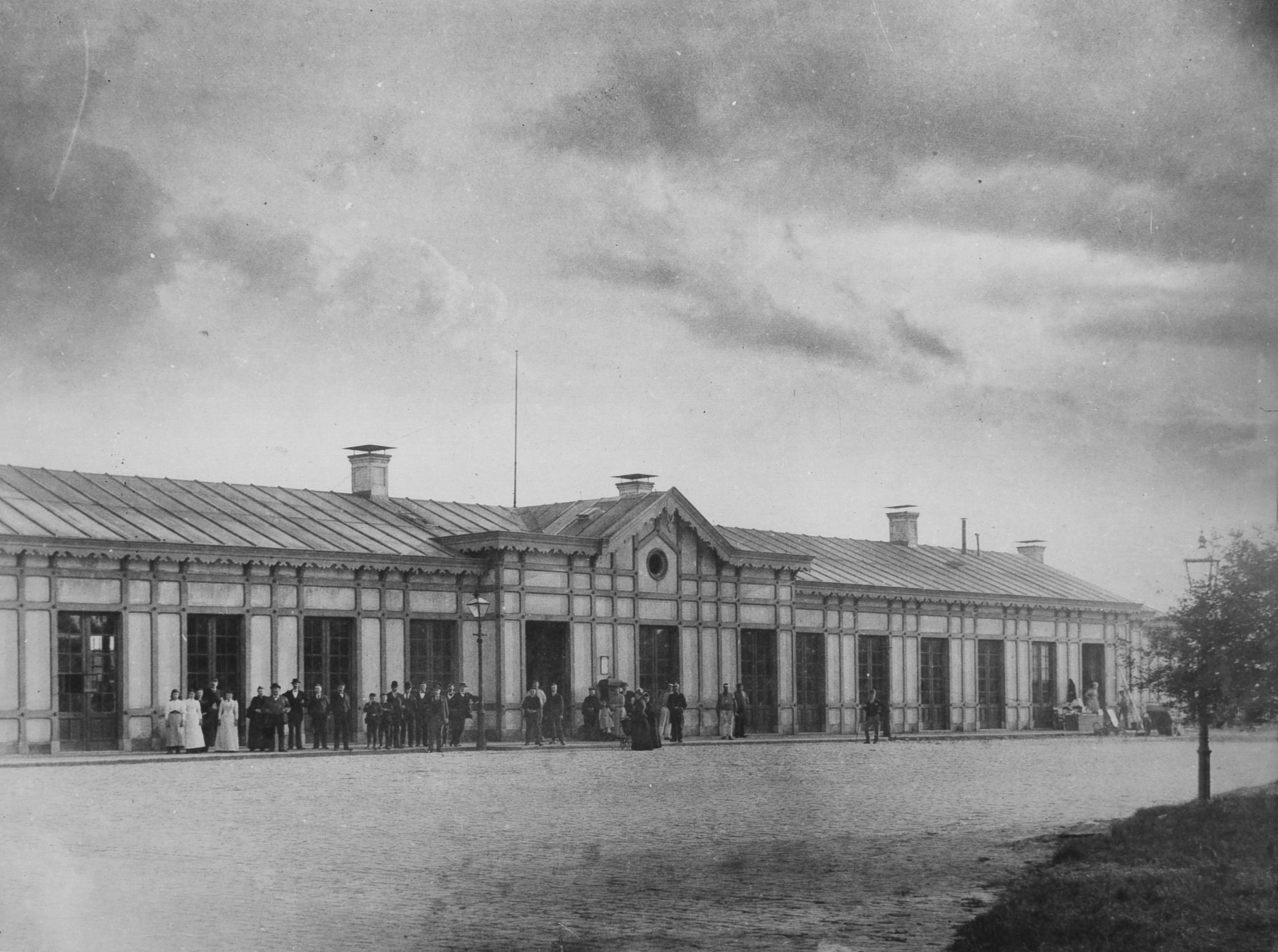
Het oude Station Groningen (1893)

### Stationsgebouw
Het huidige stationsgebouw is het derde station van Groningen. Bij de opening van de spoorlijn naar Leeuwarden op 1 juni 1866 kwam een noodgebouw in gebruik, net buiten de toenmalige vesting. Dit was een houten gebouw omdat er een bouwverbod gold in verband met het schootsveld. Na de opening van de lijn naar Winschoten – Bad Nieuweschans in 1868 en naar Meppel – Zwolle in 1870 kwam er in 1872 een echt station in gebruik. Dit stond op dezelfde plaats waar we het huidige gebouw vinden, dat ruim twintig jaar later werd gebouwd. Op 15 juni 1884 werd de spoorlijn naar Delfzijl geopend en op 16 augustus 1893 werd ook de verbinding naar Roodeschool in gebruik genomen.
Sindsdien is Groningen het belangrijkste spoorwegknooppunt van het noordoosten van Nederland. Naast de treinen van de bovengenoemde, nu nog bestaande spoorlijnen richting Leeuwarden, Bad Nieuweschans (met zijlijn naar Veendam, vroeger ook Stadskanaal en Ter Apel), Meppel-Zwolle-Randstad, Delfzijl en Roodeschool kwamen in het station Groningen in de eerste helft van de twintigste eeuw ook de reizigerstrams van de tramlijn Drachten - Groningen (1913-1948), de treinen van de Woldjerspoorlijn naar Delfzijl via de Woldstreek (1929-1941) en een beperkt aantal treinen van de spoorlijn naar Zoutkamp (1922-1938).
Na de slechting van de vestingwallen werd het mogelijk om een nieuw representatief gebouw te realiseren. Het Hoofdstation van Groningen, "gebouwd in een virtuoze mengeling van renaissance- en gotische stijlelementen", behoort tot de fraaiste stationsgebouwen van Nederland. Het is een ontwerp van Isaac Gosschalk, dat officieel op 16 april 1896 werd voltooid, hoewel de gevelsteen boven de ingang het jaartal 1895 vermeldt. Het pand is een rijksmonument. De perronoverkappingen en de traverse met seinhuis zijn aangewezen als gemeentelijk monument.
Na de Tweede Wereldoorlog is er een plaquette voor het gevallen spoorwegpersoneel opgehangen met daarop twaalf namen. In de jaren zestig van de twintigste eeuw werd de stationshal gemoderniseerd, waarbij er een verlaagd plafond werd aangebracht. In 1999 werd het gebouw gerestaureerd. De stationshal werd daarbij teruggebracht in zijn oorspronkelijke staat. Het sierplafond van papier collé (een bijzondere vorm van papierstuc met in mallen geperst papier) kon worden gerestaureerd. De monumentale hal heeft echter weinig functie meer omdat reizigers via andere ingangen kortere routes vinden naar de treinen en voorzieningen in het station.
In 2019 werd het station door reizigers op sociale media gekozen tot het mooiste station van Nederland.

### Fotogalerij buitenzijde van het stationsgebouw.

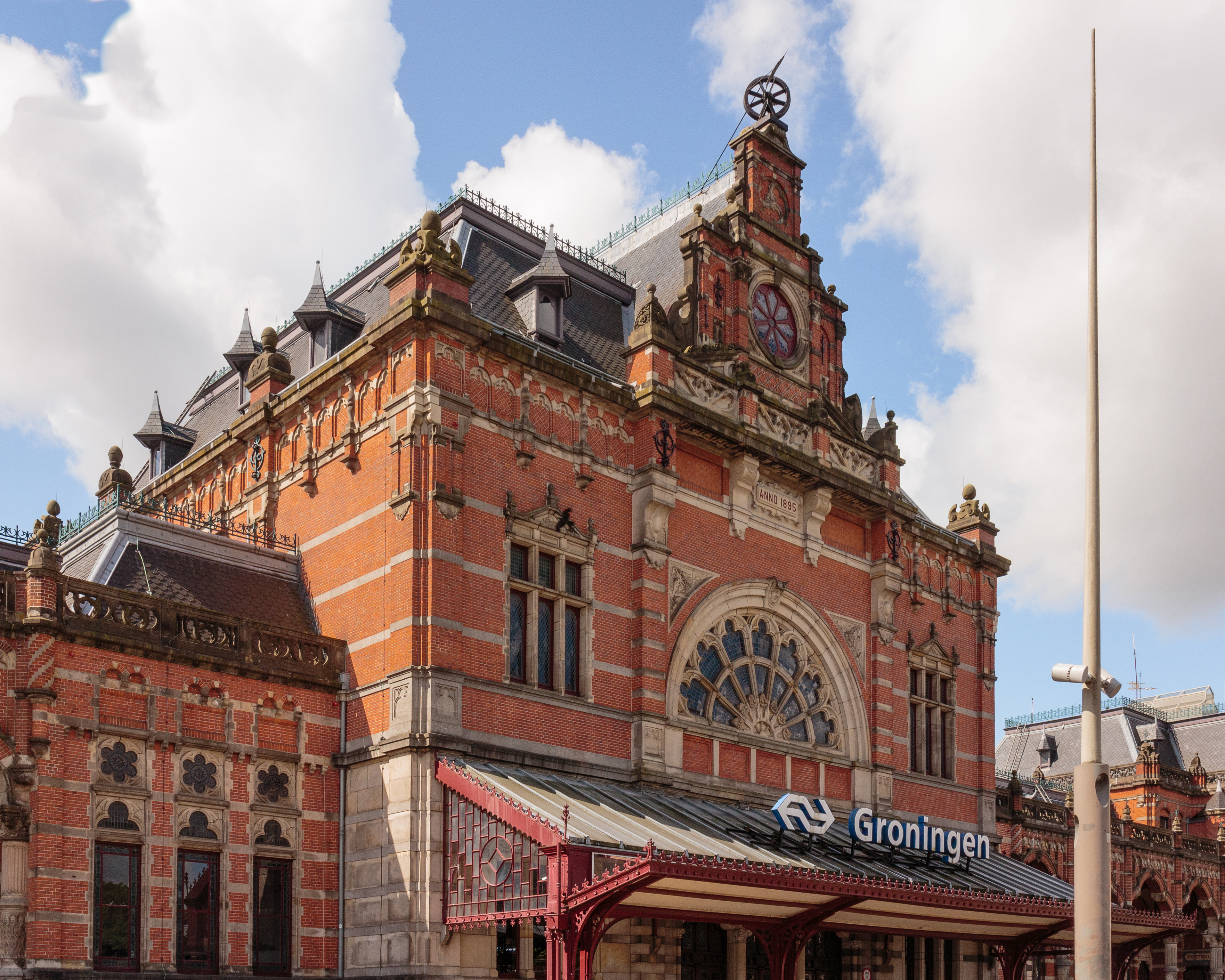
Hoofdgebouw (Noord Noord west zijde.)
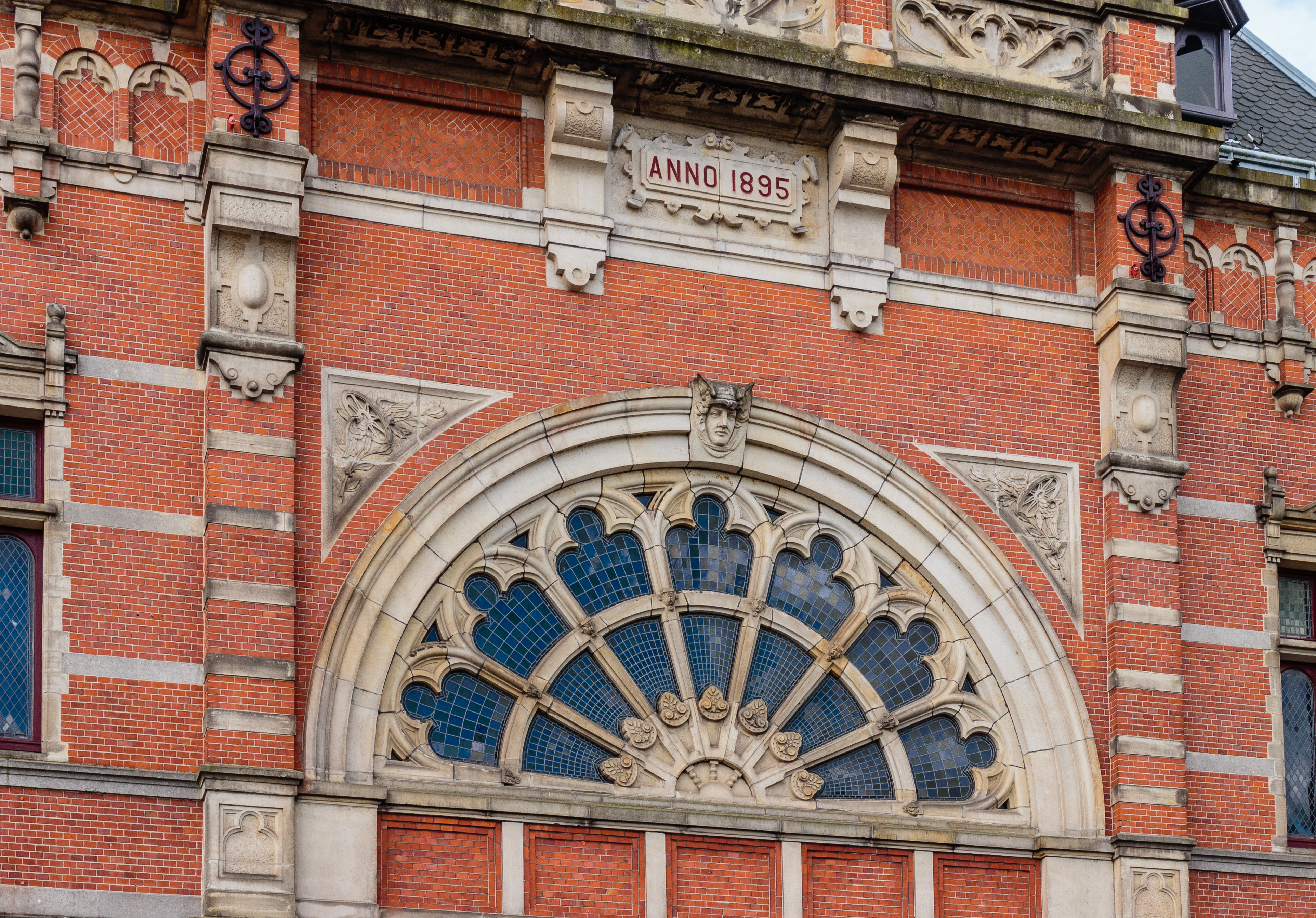
Detail van het hoofdgebouw.
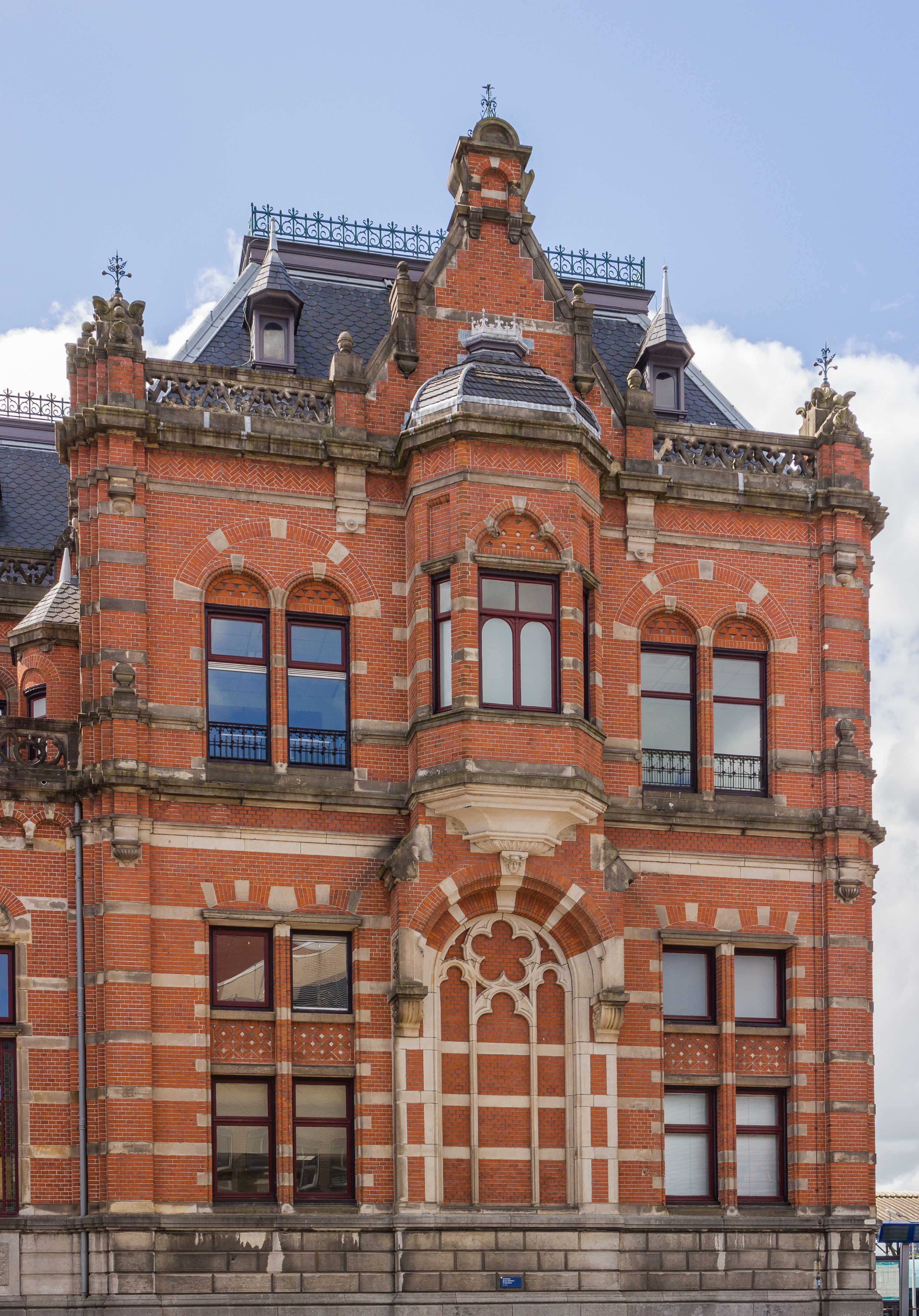
Rechter gebouw.
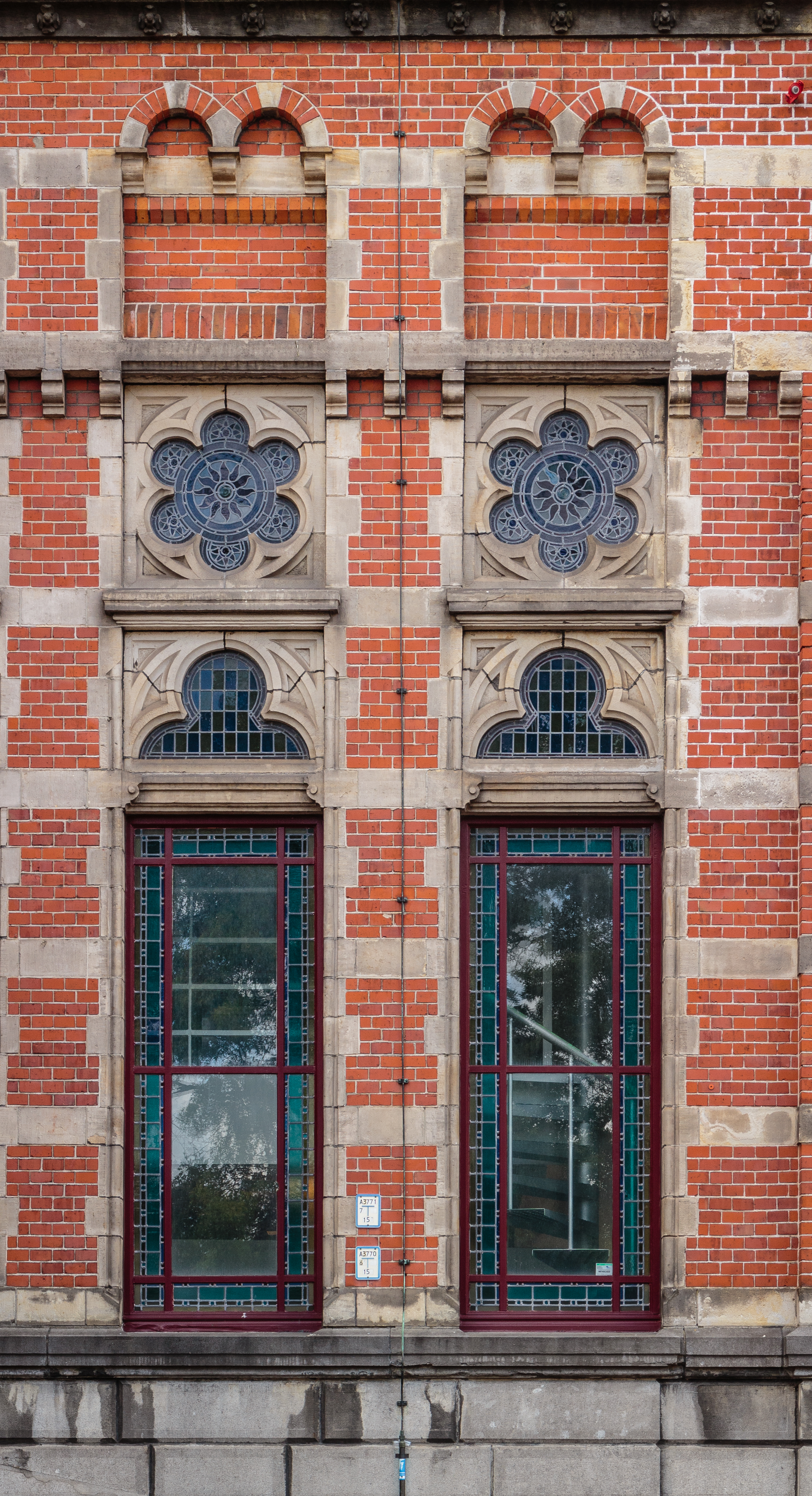
Detail van rechter gebouw.
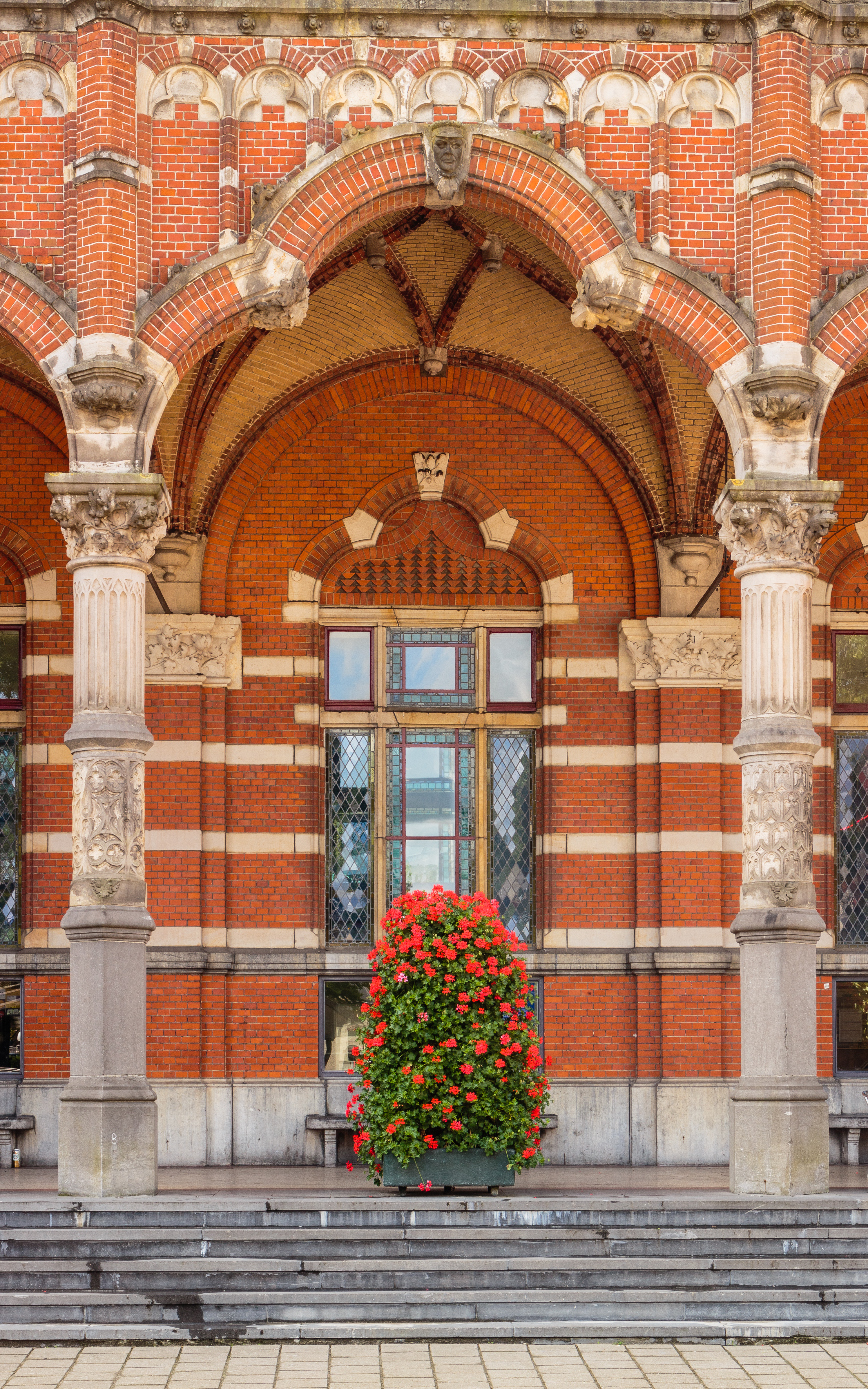
Detail galerij.

### Stationsgebied
In 1864 werd het emplacement aangelegd. Rond 1866 werd een spoorweghaven (spoordok) gegraven vanaf het Hoornsediep. Een geplande tweede en grotere kolk aan zuidzijde werd vermoedelijk nooit aangelegd, maar staat wel ingetekend op diverse kaarten uit die tijd. De spoorweghaven werd in 1927 gedempt. Het emplacement werd in 1896 en 1928 vergroot. In 1896 werd in het midden een perronplein aangelegd tussen de kopsporen. In 1928 werd een seinhuis met traverse gebouwd als toegang tot een derde perron. Deze traverse bleef tot in de jaren 1980 in gebruik. In de loop van de tijd is de oriëntatie van de toegangen tot de perrons diverse malen gewijzigd.
Op het stationsterrein werd in 1872 een locomotiefloods met vijf standen gebouwd, die in 1925 werd vervangen door een grotere locomotiefloods met acht standen. In 1952 werd deze loods buiten gebruik gesteld wegen de uitfasering van de stoomtreinen en in 1972 werd het gebouw gesloopt. Tussen 1906 en 1939 was een vetgasfabriek in gebruik voor de verlichting van de treinen in het noorden. Na de afbraak van deze fabriek moest de grond tot op 11 meter diepte worden gesaneerd.
In de jaren 1960 werden door de gemeente Groningen in samenspraak met de NS grootse plannen gemaakt voor een transformatie van het stationsgebied. Hierbij werd het oude terrein van NS-dochter Van Gend & Loos aangewezen als nieuwe locatie voor het busstation. De NS zou een zuidelijke stationsingang krijgen en aan zuidzijde van het station zou, op de plek van de Davidstraatbuurt, een nieuwe kantorenwijk worden gerealiseerd. Tegelijkertijd werd er door het stadsbestuur ingezet op het aantrekken van rijksdiensten in het kader van de spreiding van rijksdiensten uit de Randstad. De keuze viel op de PTT, die sinds 1955 al het Stationspostgebouw aan westzijde van het station had (Prof. H.C. van Hallstraat). De PTT was destijds de grootste werkgever van Nederland en het noorden kon deze banen goed gebruiken. De gemeente had oorspronkelijk voor de PTT een plaats voorzien langs de oostelijke ringweg in de nieuwe wijk Lewenborg, maar de PTT was huiverig om naar het als excentrisch beschouwde Groningen te komen en wilde dan in elk geval een plaats in het stationsgebied, dat voor de rijksambtenaren beter bereikbaar was met het openbaar vervoer. In de jaren 1970 werden de plannen voor de kantoorwijk aan zuidzijde gedwarsboomd door de (met name tijdelijke) bewoners van de Davidstraatbuurt, die tevens de zuidelijke stationsingang wisten terug te brengen tot enkel een (in 1985 gerealiseerde) luchtbrug met wat fietsenstallingen. Wel werd er in 1978 een expeditiecentrum gevestigd van de PTT achter het station, maar ook dit was door de bewoners dusdanig ingeperkt, dat de PTT na afloop aangaf dat -had zij dit geweten- zij het niet op deze plek had gebouwd. Plannen voor een hoofdkantoor van de PTT dat vanaf het expeditiecentrum naar het westen toe langs de achterzijde van de Parkweg en vervolgens over de sporen heen langs het Emmaviaduct zou moeten worden gebouwd, werden begin jaren 1980 onder protest van de bevolking van tafel geveegd. In 1985 werd het Hunzehuys opgeleverd aan noordzijde van het station, waar in 1986 het tijdelijke hoofdkantoor van de PTT werd gevestigd, met als doel dit later te vestigen in een nieuw gebouw aan westzijde van het station. Voor deze KPN-borg moesten onder andere het Stationspostgebouw, de Rijks Hogere Landbouwschool, de koffie- en theefabriek van Theodorus Niemeijer en het monumentale Hotel Frascati wijken, wat destijds tot veel protest leidde. De KPN-borg werd opgeleverd in de jaren 1990, waarna ook de 19e-eeuwse bebouwing aan de oostzijde van het Emmaviaduct moest wijken voor het Cascadecomplex.
De privatisering van de PTT leidde ertoe dat eerst de centrale directie onder leiding van Wim Dik in 1997 uit het Hunzehuys terug vertrok naar het ten opzichte van de internationale ambities van het bedrijf centraler gelegen Den Haag en uiteindelijk ook de KPN-borg (deels) en het expeditieknooppunt werden verlaten door PTT-opvolgers KPN en Post NL. Het Hunzehuys kreeg na een grote renovatie in 2004 het (noordelijke) UWV als nieuwe gebruiker. Het expeditiecentrum is in 2019 gesloopt in het kader van de nieuwe plannen voor het stationsgebied. In de KPN-borg zijn sinds 2015 onder andere buitenlandse studenten gehuisvest.
Het plein aan noordzijde van het station is in de loop der jaren verschillende malen gewijzigd. Voor het stationsgebouw was vroeger een parkeerplaats voor auto's. Later kwamen er opstelplaatsen voor stadsbussen. Met de realisatie van een fietsparkeerplaats en het sterk bekritiseerde Stadsbalkon in 2007 zijn de bussen enkel nog aanwezig voor het Hunzehuys en langs de Stationsweg. In de plannen is voorzien in een nieuw busstation aan zuidzijde van het treinstation en een nog nader in te vullen transformatie van het terrein van het huidige busstation.
Begin jaren 1990 werd met de aanleg van de Werkmanbrug over het Verbindingskanaal langs het tegelijkertijd gebouwde Groninger Museum  ter plaatse van de voormalige zwaaikom een nieuwe verbinding gecreëerd met de binnenstad van Groningen, die sindsdien een belangrijke verkeersader vormt voor voetgangers en fietsers. Daarmee kreeg het centrum van Groningen rond onder andere de Folkingestraat een sterke impuls. In het kader van de vernieuwing van het hoofdstation (zie plannen) werd, om plaats te maken voor de nieuwe zuidelijke stationsingang, een nieuw opstelterrein aangelegd bij Haren. In juni 2020 werd het emplacement bij het station buiten gebruik genomen, en verdwenen de geparkeerde treinen naar het nieuwe opstelterrein De Vork.

### Sporen en perrons
Om de bereikbaarheid van de perrons te vergroten werd in december 2010 een gelijkvloerse overgang gemaakt van het tweede naar het derde perron. Hierdoor werden de doorgaande sporen 4, 5 en 6 omgezet in zes kopsporen en waren alle perronsporen 1 t/m 4, 6 en 7 gelijkvloers te bereiken. Spoor 7 was nu het enige doorgaande perronspoor, en de monumentale traverse had geen functie meer voor reizigers maar bleef nog wel toegankelijk.

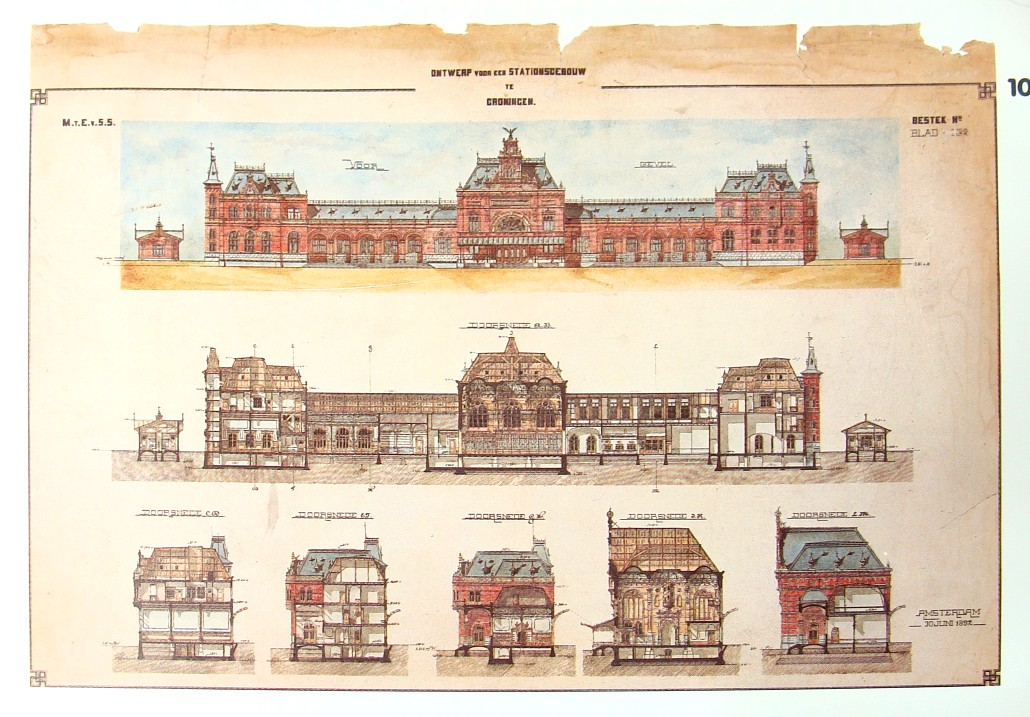
Origineel bestek van het station door architect Isaac Gosschalk uit 1892
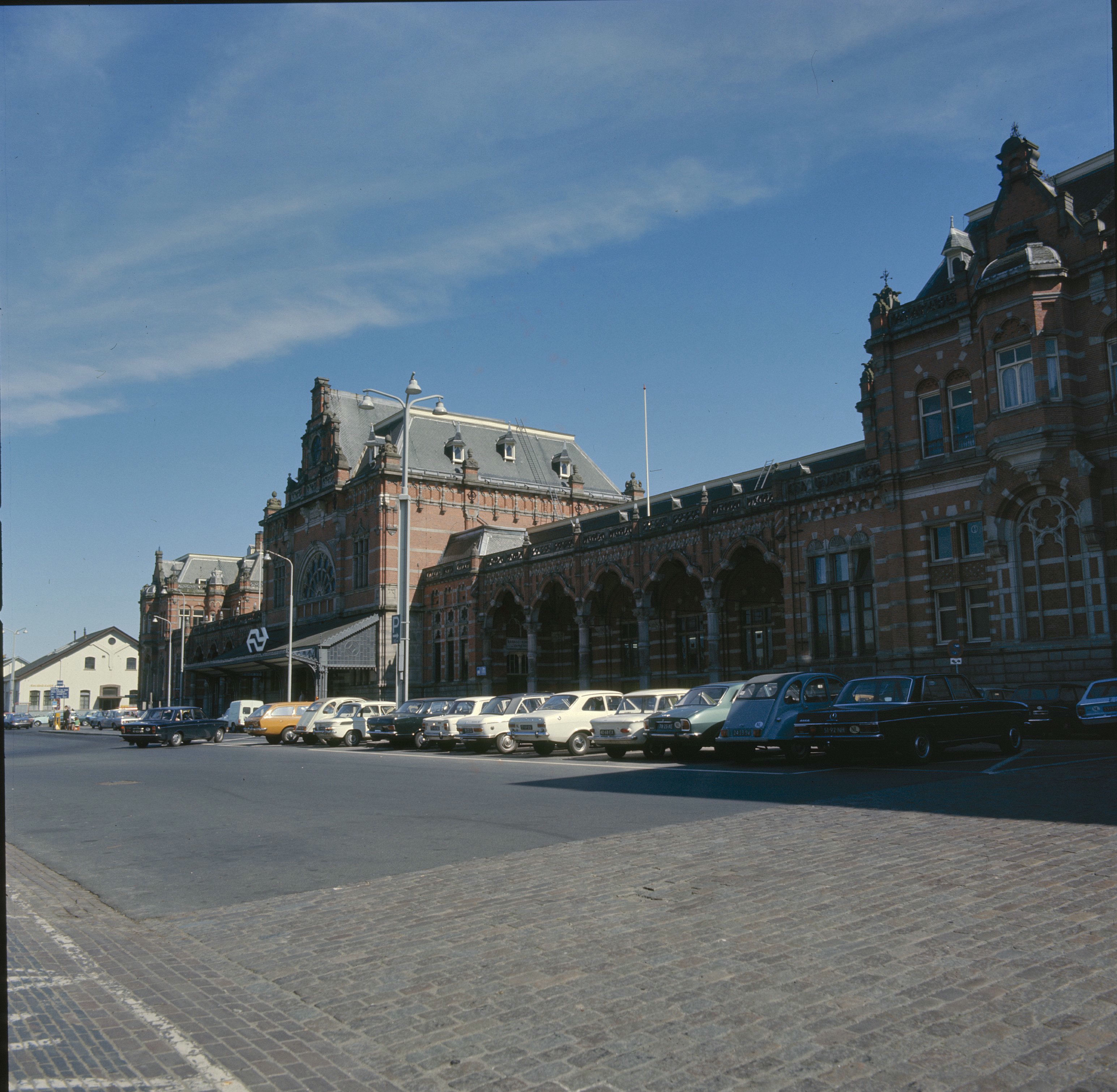
Vooraanzicht Station Groningen in 1975
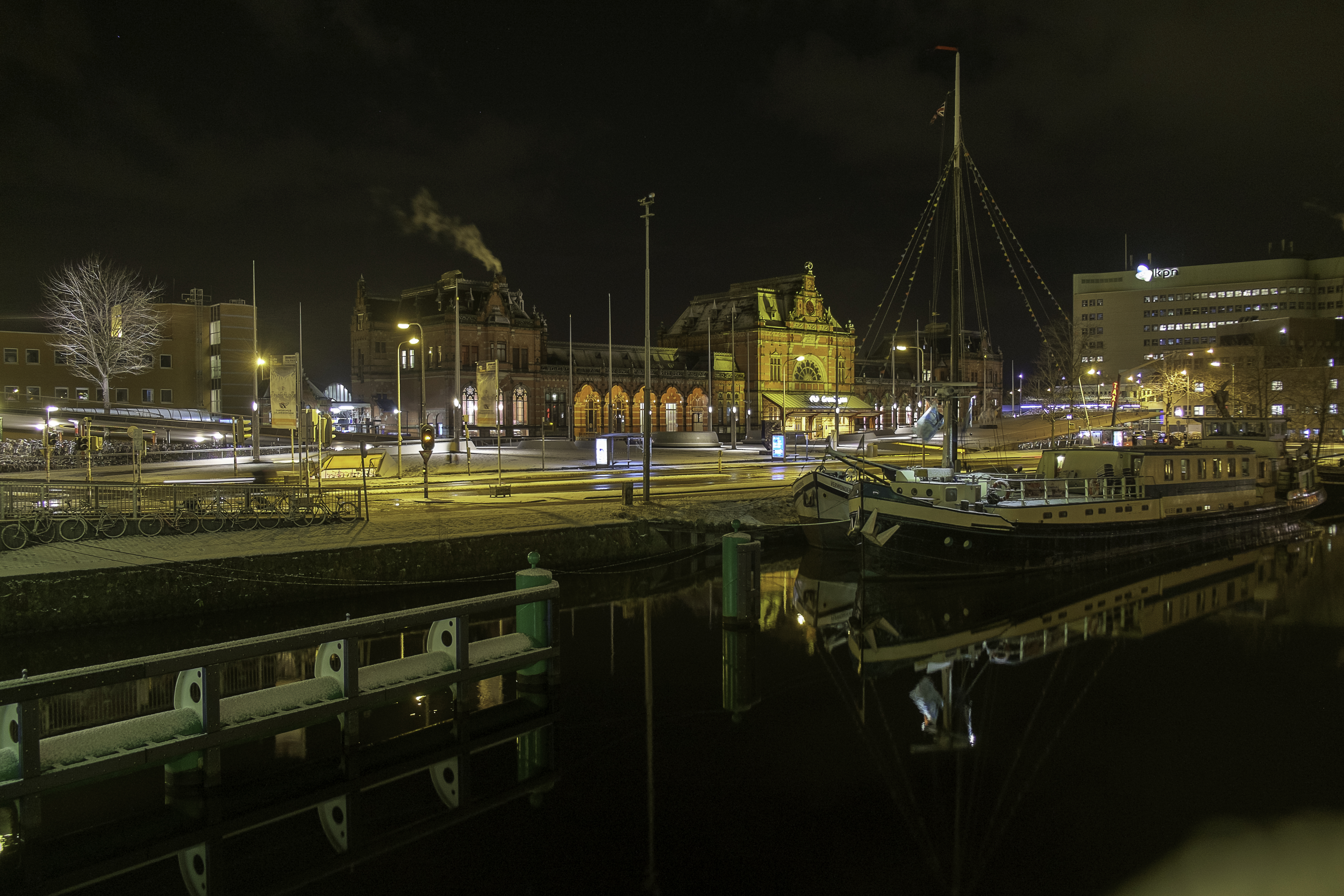
Vooraanzicht station bij nacht
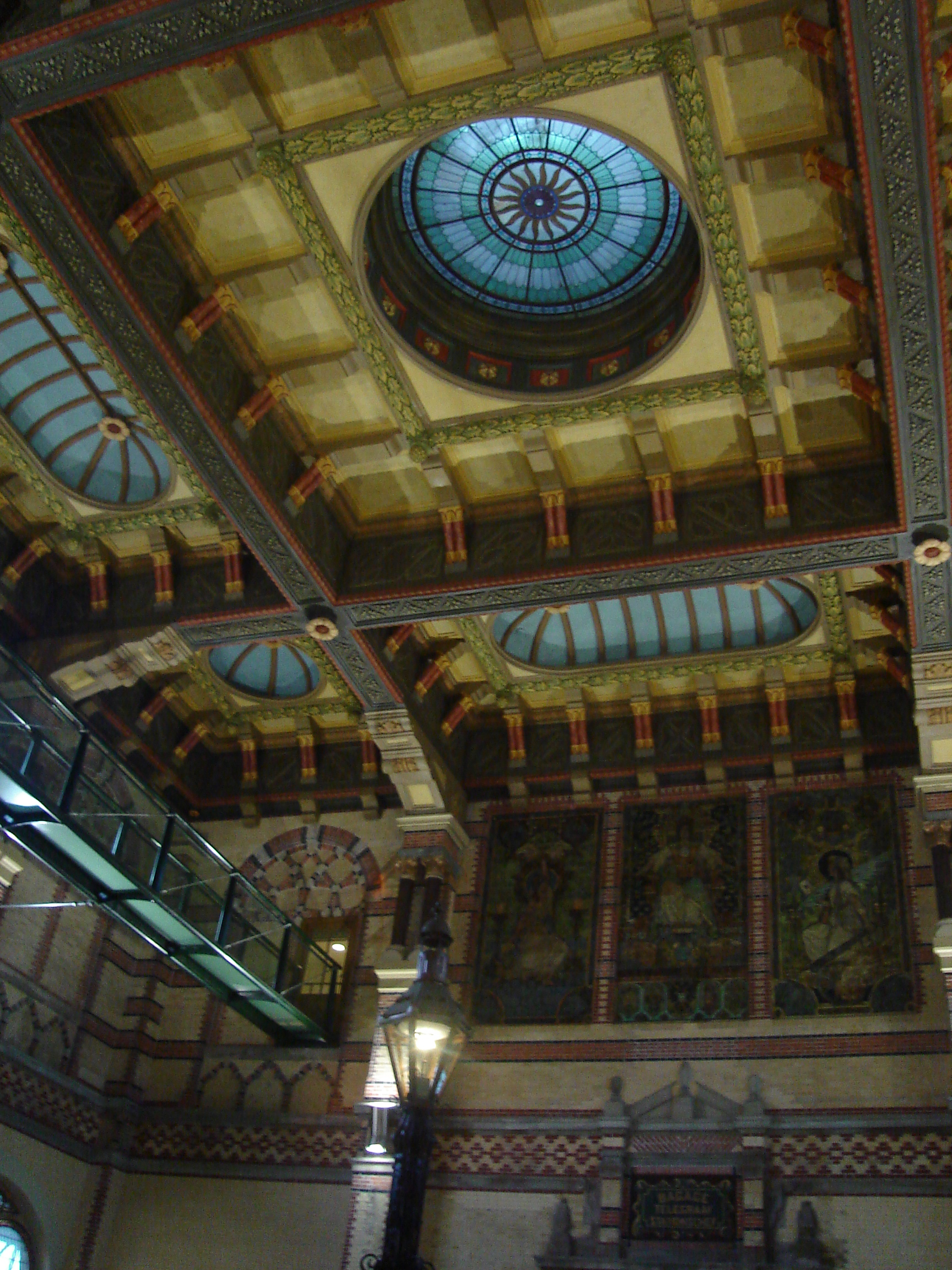
Plafond van de stationshal (2005)
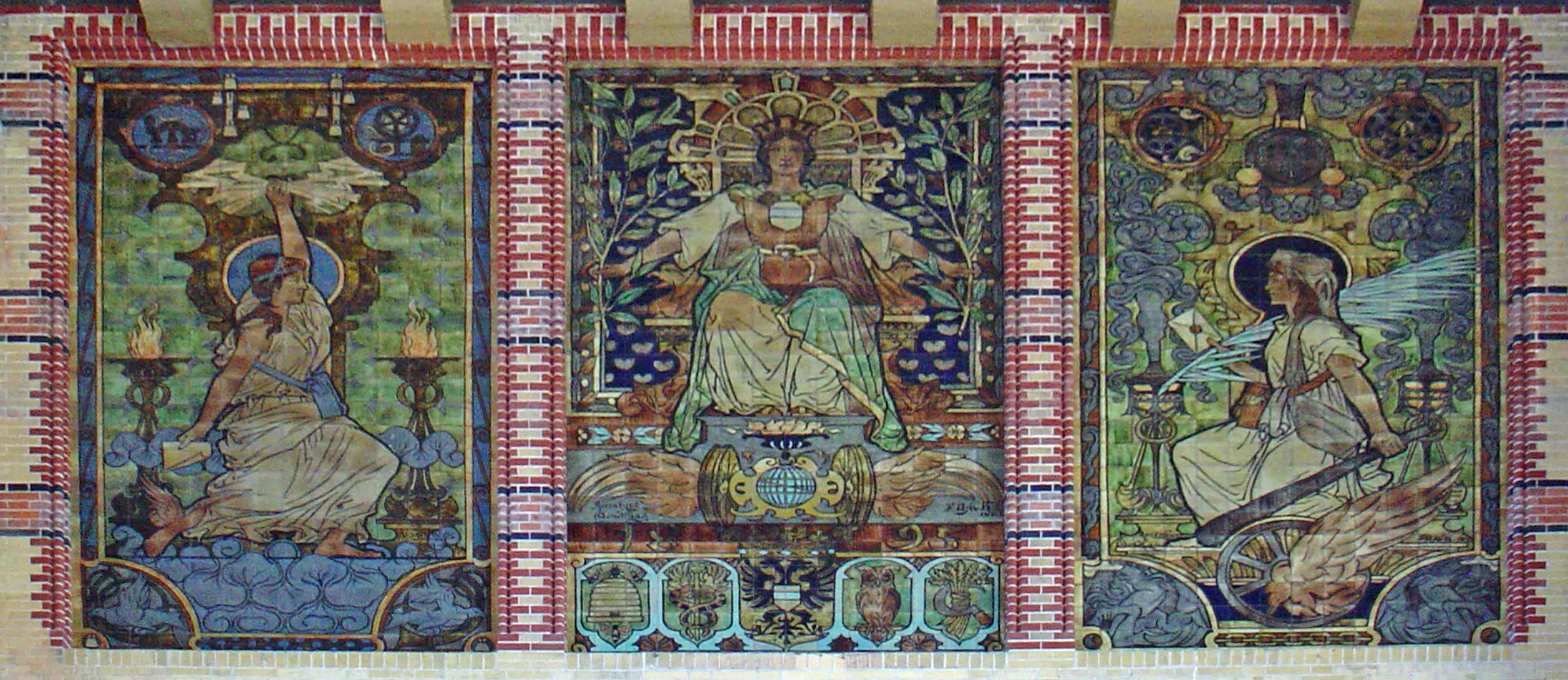
Tegeltableau van Franciscus Hermanus Bach in de stationshal.
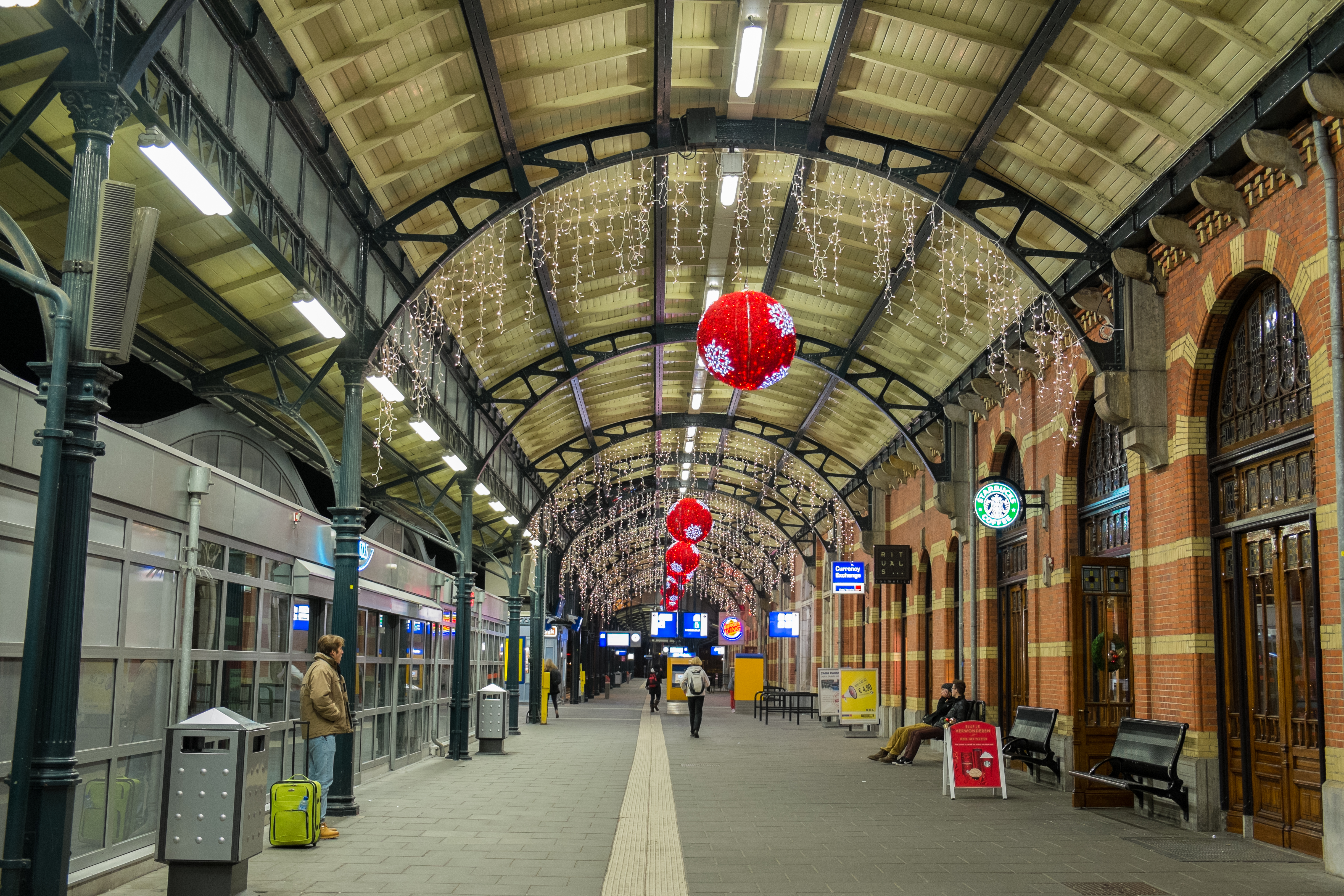
Perron met winkelvoorzieningen en kerstverlichting.
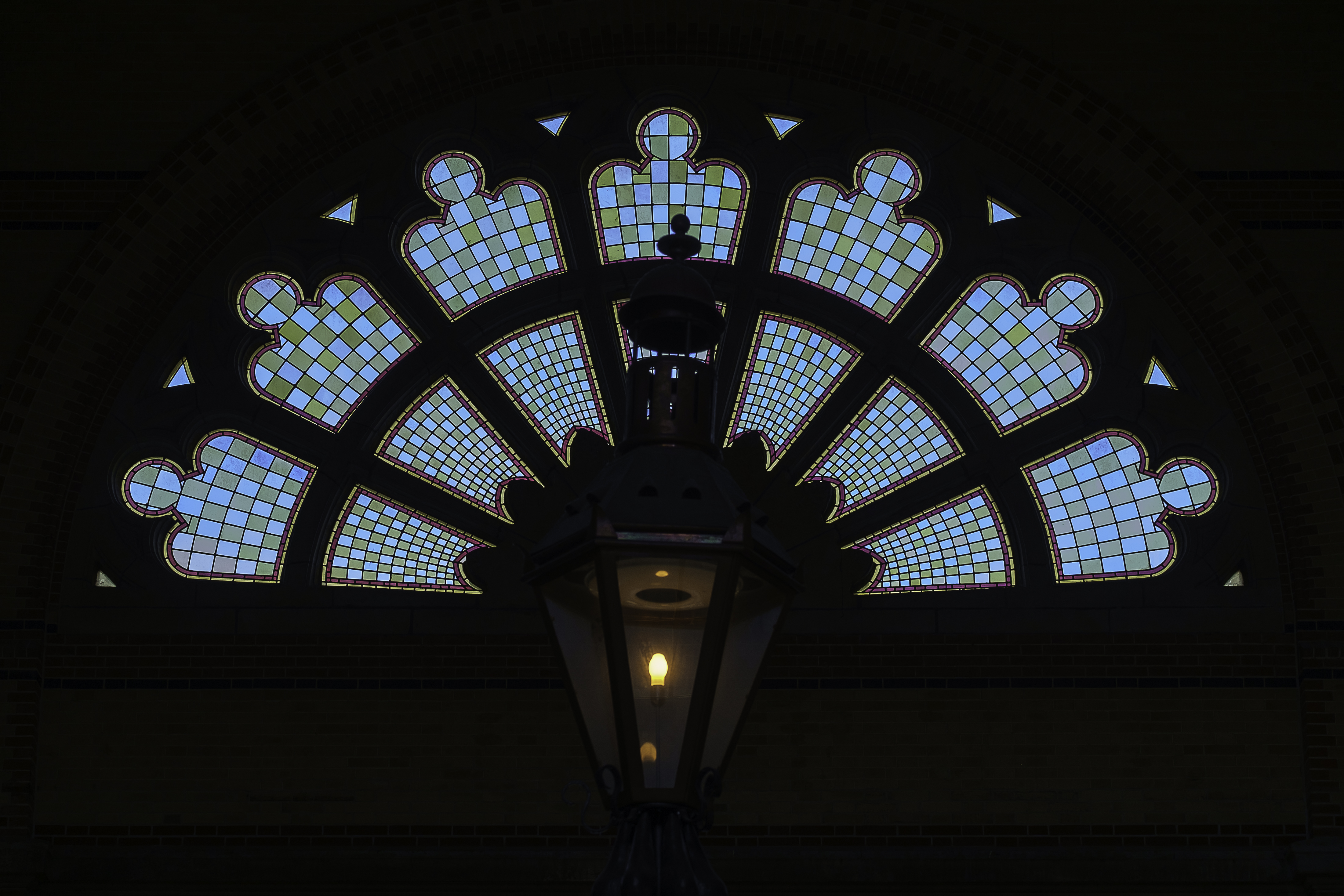
Gebrandschilderd glas boven de ingang van de stationshal
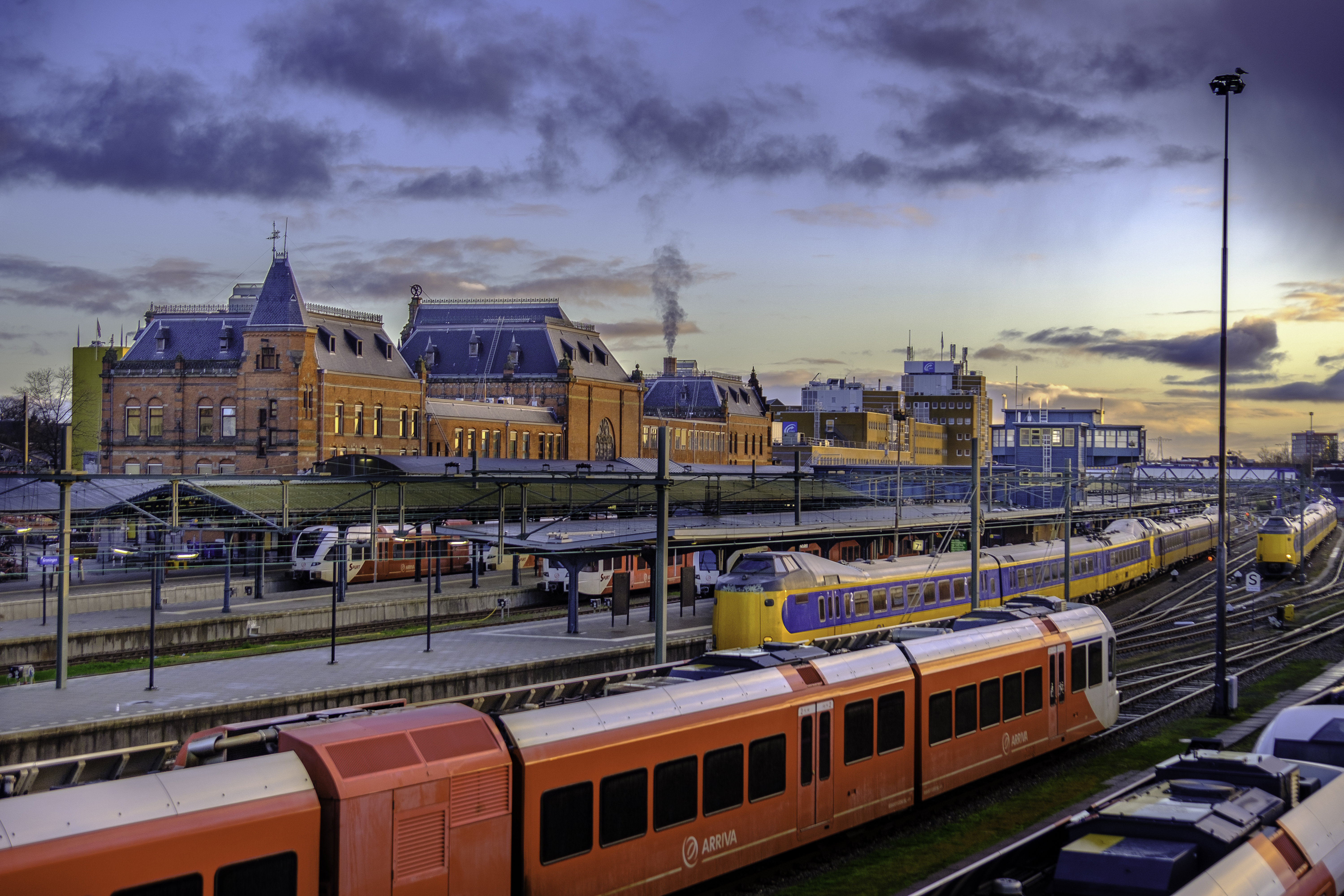
Achterzijde station met perrons vanaf het Emmaviaduct
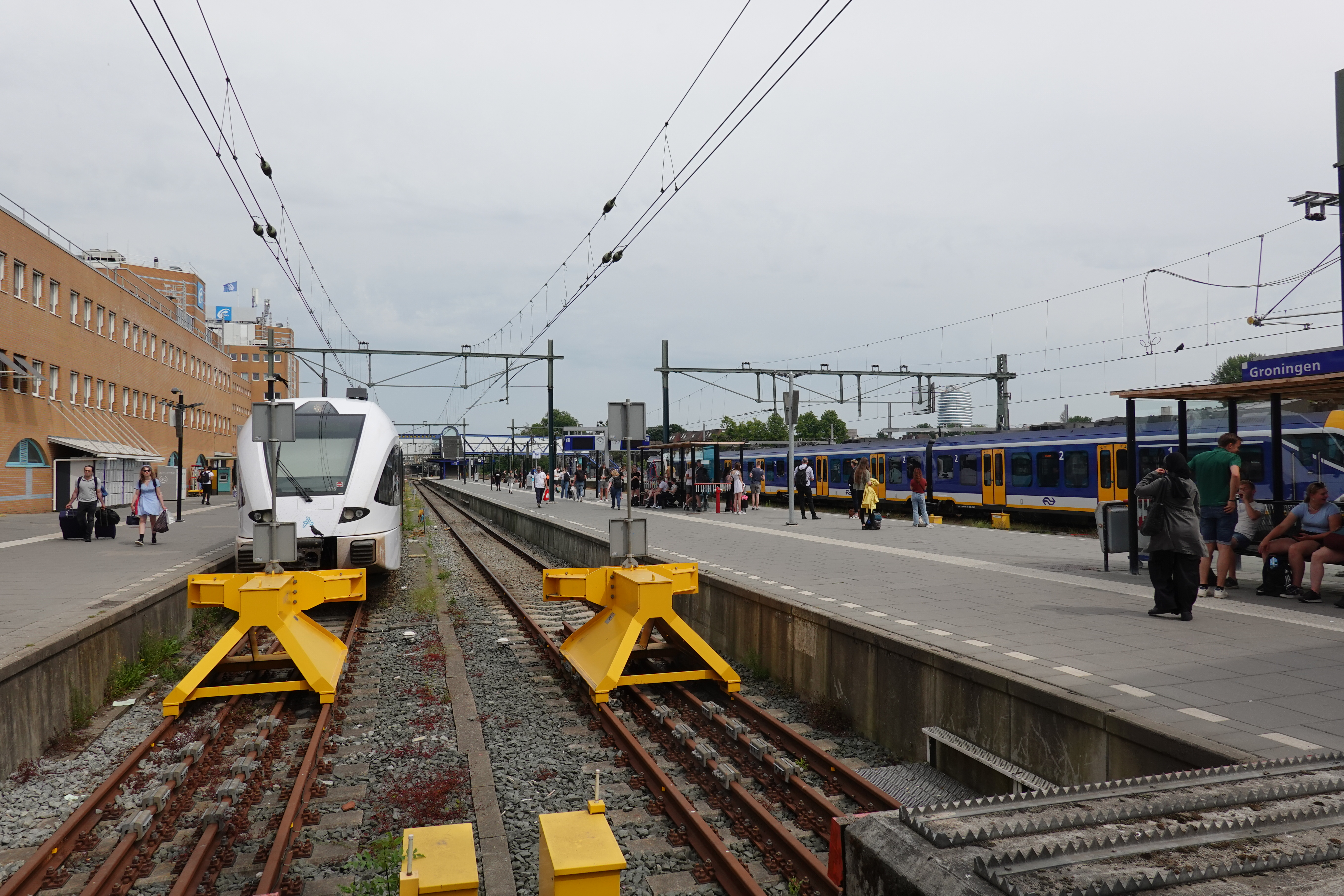
De perrons tijdelijk zonder overkapping in 2022

## Herinrichting
De gemeenteraad werd op woensdag 20 juni 2012 gevraagd een voorkeur uit te spreken in verband met de verdere ontwikkeling en plannen voor het Stationsgebied. In het voorliggende ‘voorkeursalternatief’ zou het busstation worden verplaatst naar de zuidzijde van het station, en zou er voor het Stationsgebied een nieuwe entree komen via de “Emmaboulevard”. Deze stedelijke boulevard moest ontstaan door verlaging van het Emmaviaduct tussen de Parkweg en het Julianaplein. Het Stationsplein moest dan van een verkeersplein meer een verblijfsplein worden. De raad nam hiermee nog geen definitieve beslissingen over het stationsgebied. Wel gaf ze richting aan de verdere uitwerking van de plannen. Het busstation moet worden aangesloten op de vrijliggende busbaan naar het transferium Hoogkerk, en er moet tevens een bustunnel onder de sporen worden aangelegd voor busverkeer naar het oostelijke deel van de stad.
In 2014 zou het station volgens de plannen deels weer op de schop gaan door aantakking van de RegioTram Groningen. Onder meer het busplein en de parkeerplaats voor de bussen zouden dan opnieuw worden vormgegeven. Deze verbouwing is niet uitgevoerd. Op 26 september 2012 struikelde het college van burgemeester en wethouders van Groningen over het tramplan. Een meerderheid van de gemeenteraad vond de aanleg veel te duur. Wel was er nog het plan om de Noordelijke Nevenlijnen aan elkaar te knopen door de treinen van Delfzijl / Roodeschool te laten doorrijden richting Veendam / Winschoten en verder. Dat zou een lokale treindienst zonder overstap mogelijk maken tussen de stations Groningen Noord en Groningen Europapark. Daarvoor zouden enkele kopsporen in het hoofdstation doorgaand moeten worden en zou de verbouwing van december 2010 ongedaan moeten worden gemaakt.
Plannen voor eventuele nieuwe spoorverbindingen met Groningen waren weinig concreet. Na het afblazen van de plannen voor de Zuiderzeelijn opperde Arriva de aanleg van een nieuwe spoorlijn Groningen - Heerenveen. De lijn werd in 2008 opgenomen in het compensatiepakket voor het Noorden maar uiteindelijk niet aangelegd. Voor de dienst Groningen - Veendam, ook geopend dankzij gelden uit dit compensatiepakket, bestaat een concreet plan voor doortrekking naar Stadskanaal in december 2024. De mogelijkheid van een verdere doortrekking naar Emmen (Nedersaksenlijn) is onderwerp van studie. In 2021 werd de Lelylijn opgenomen in het regeerakkoord maar in 2025 werd ook dat plan op de lange baan geschoven.
Op 14 maart 2014 werd door staatssecretaris Wilma Mansveld van Infrastructuur en Milieu een samenwerkingsovereenkomst gesloten met NS, ProRail, gemeente en provincie over een 'mega-ombouw' van het stationsgebied. Hierbij moet het station zo worden verbouwd dat het doorrijden van de regionale treinen (Roodeschool, Delfzijl, Veendam en Nieuweschans) in alle richtingen via het station mogelijk zal zijn. De drie sporen die het dichtst bij het stationsgebouw liggen komen te vervallen om ruimte te maken voor een reizigersplein. Er komen twee eilandperrons bij, en onder alle sporen door een twintig meter brede tunnel voor fietsers en voetgangers, die zowel voor reizigers zal dienen als voor verkeer dat uitsluitend van de ene zijde van het station naar de andere wil (geen reizigerspoortjes voor toegang tot de tunnel). Aan de zuidzijde van het station zal tussen het stationsgebouw en het nieuwe busstation een nieuwe zuidelijke stationsingang komen. De bestaande luchtbrug wordt afgebroken. Het opstelterrein tussen het station en de Rivierenbuurt verhuist naar het nieuwe terrein De Vork, bij de splitsing van de lijnen naar Meppel en naar Nieuweschans. Op de vrijkomende plek moet een nieuwe woon- en kantorenbuurt worden gebouwd: het Spoorkwartier. Voor de toegang tot deze buurt moeten aan de kant van de Parkweg enkele huizen worden gesloopt. Vanaf 10 mei 2025 is gedurende 64 dagen het station wegens werkzaamheden grotendeels buiten gebruik gesteld. In juli werd het station voor een deel weer in gebruik genomen en werden de andere werkzaamheden voortgezet.

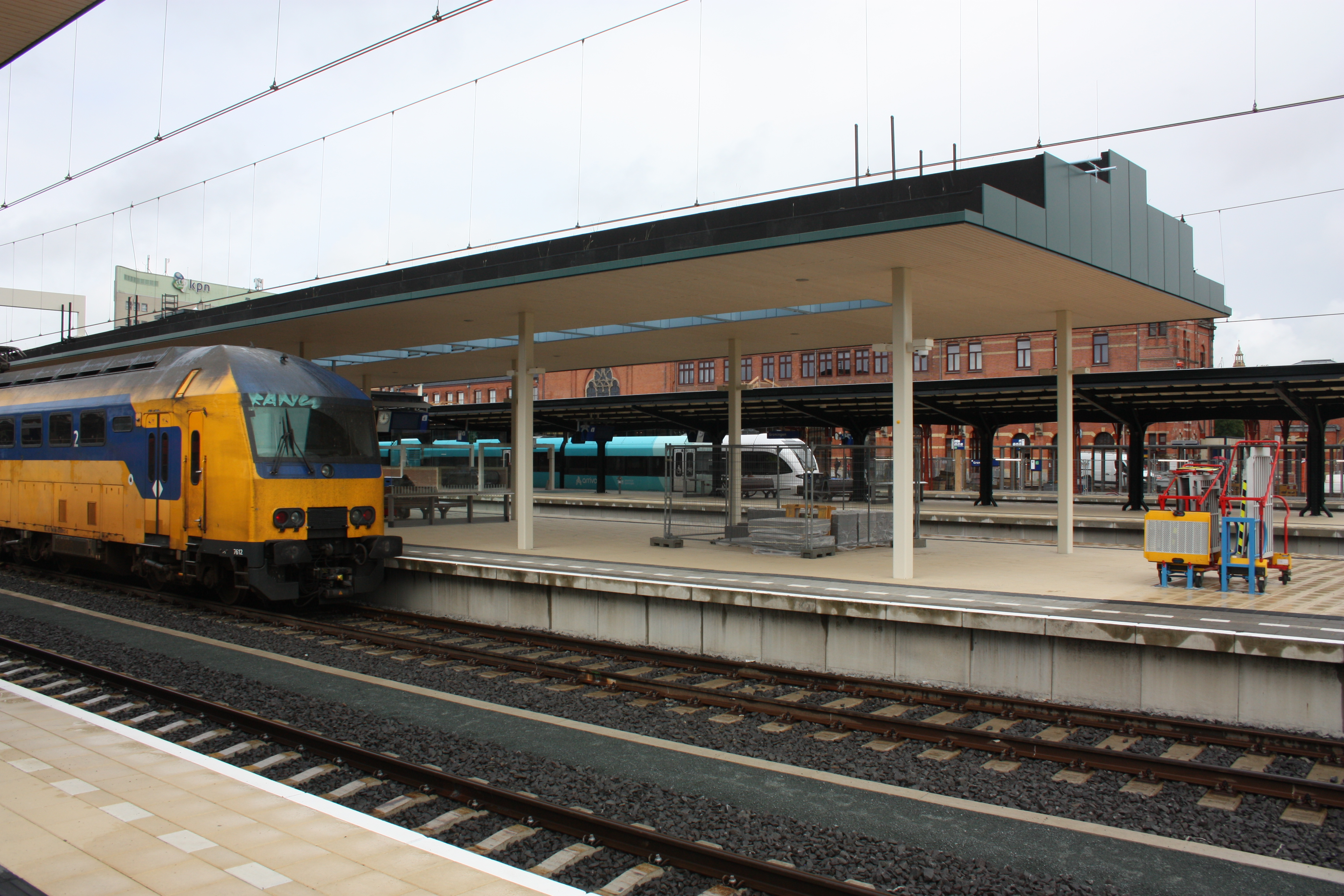
Verbouwde perrons in 2025. De voorste hebben een nieuwe overkapping. De achterste perrons hebben de oude teruggekregen
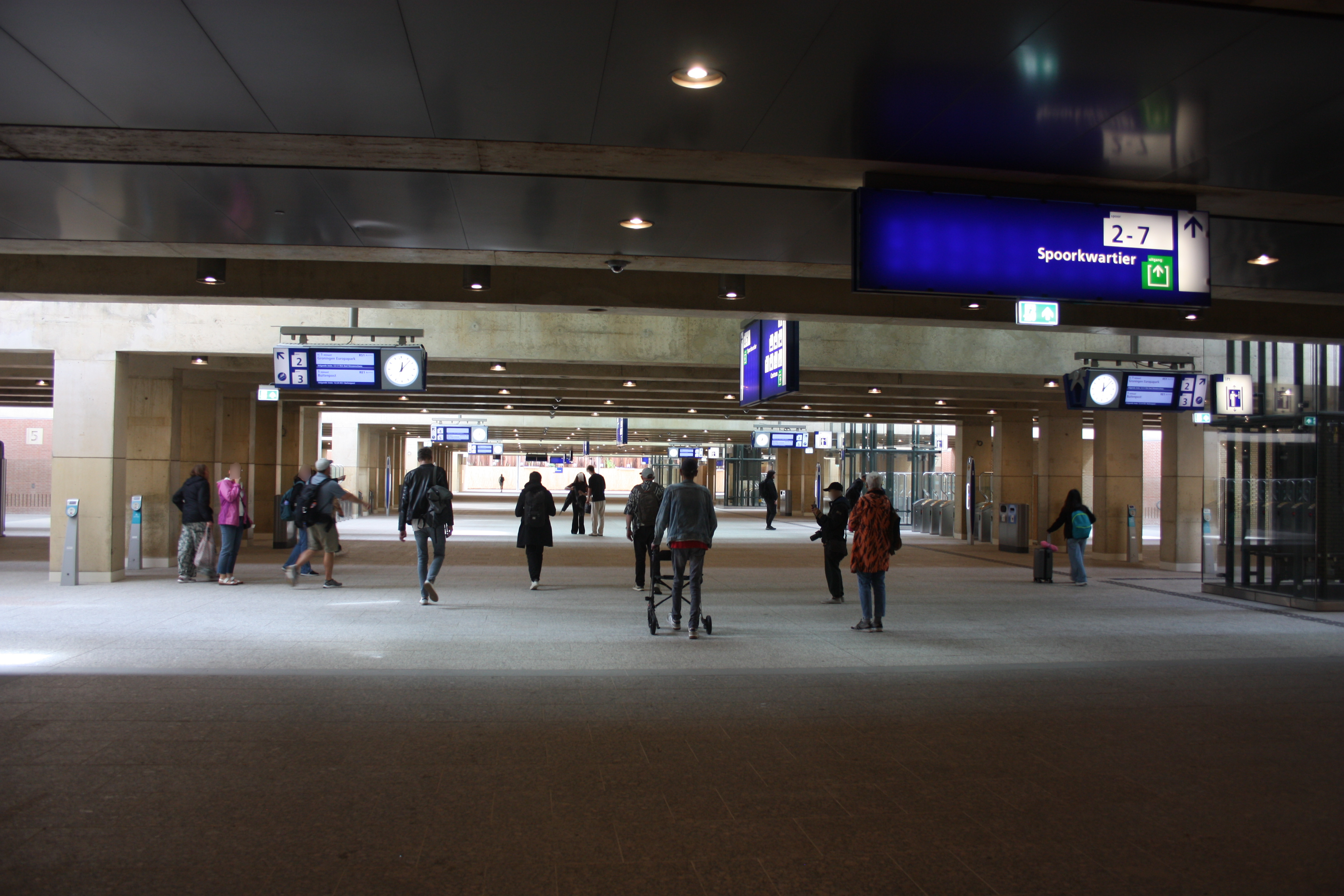
Nieuw gebouwde tunnel van het station

## Treindiensten

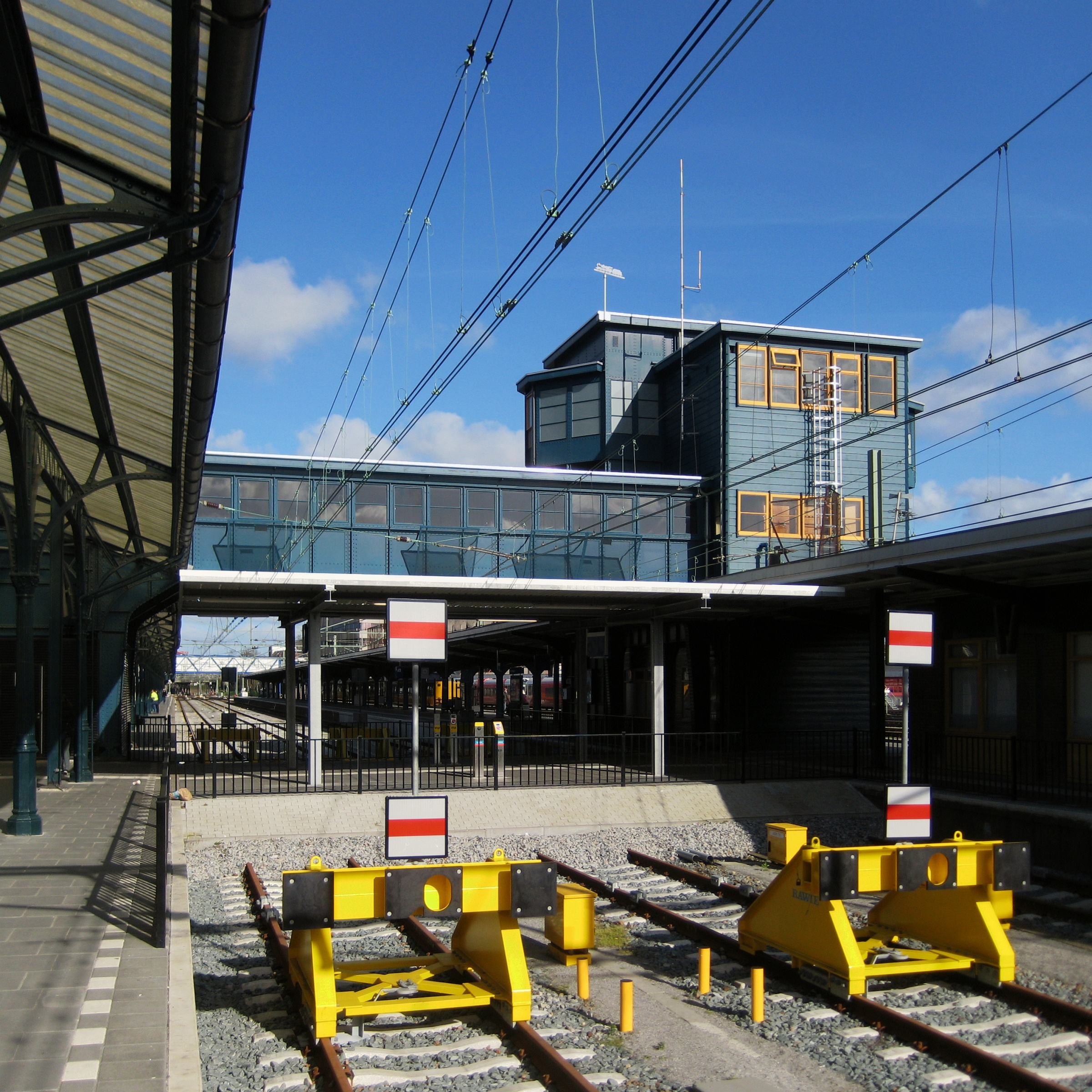
Traverse en seinhuis (2012)

De treindiensten richting Assen en Zwolle en verder naar de Randstad worden geëxploiteerd door de NS, alle andere treindiensten die Groningen aandoen door Arriva.
Arriva heeft per 1 mei 2011 de sinds 1953 alleen door goederentreinen bereden aftakking tussen Zuidbroek en Veendam nieuw leven ingeblazen door een halfuursdienst tussen Groningen en Veendam in te stellen.
Sinds 9 december 2012 is de spoorlijn van Zwolle naar Lelystad een schakel in de verbindingen van station Groningen met de Randstad.

### Treinseries
Alle reizigerstreinen beginnen of eindigen in Groningen: er zijn geen doorgaande treinen.
Treinseries die stoppen in Groningen tijdens de dienstregeling 2025:
| Serie            | Treinsoort                        | Route                                                                                                  | Bijzonderheden |
| ---------------- | --------------------------------- | --- | --- |
| 401              | Treinvervangende snelbus (Arriva) | Groningen – ‒ Leer                                                                                     | Er is langdurig geen treinverkeer mogelijk tussen Weener en Leer. Er rijden vervangende snelbussen ter aanvulling van treinserie 20100. |
| 500              | Intercity (NS)                    | Den Haag Centraal – Gouda – Utrecht Centraal – Amersfoort Centraal – Zwolle – Assen – Groningen        | |
| 700              | Intercity (NS)                    | Schiphol Airport – Amsterdam Zuid – Almere Centrum – Lelystad Centrum – Zwolle – Assen – Groningen     | Vormt tussen Schiphol Airport en Zwolle een halfuurdienst met serie 800. Vormt tussen Zwolle en Groningen een halfuurdienst met serie 500. Sommige treinen tussen Zwolle en Groningen stoppen op alle stations. (alleen 's morgens vroeg en 's avonds laat) |
| 6100             | Sprinter (NS)                     | Zwolle – Meppel – Assen – Groningen                                                                    | |
| 6200             | Sprinter (NS)                     | Groningen – Assen                                                                                      | Rijdt alleen in de spits van maandag t/m donderdag. |
| 20100 RS 6 RB 57 | Stoptrein (Arriva)                | Groningen – Zuidbroek – Bad Nieuweschans – Weener – ‒ Leer                                             | Ook wel Wiederline genoemd. Vanwege brugschade geen treinverkeer mogelijk tussen Weener en Leer. Op dit traject rijdt lijnbus 620 van Weser-Ems Bus. Er rijden ook Arrivabussen tussen Groningen en Leer v.v.                                               |
| 37300 RE 1       | Sneltrein (Arriva)                | Leeuwarden – Groningen                                                                                 | Stopt 2x/uur in Feanwâlden en alternerend in Buitenpost en Zuidhorn. |
| 37400 RS 1       | Stoptrein (Arriva)                | Leeuwarden – Groningen                                                                                 | 's Avonds rijden van maandag t/m zaterdag enkele extra treinen tussen Zuidhorn en Groningen. |
| 37500 RS 6       | Stoptrein (Arriva)                | Groningen – Zuidbroek – Winschoten – Bad Nieuweschans                                                  | Enkele ritten starten/eindigen in Bad Nieuweschans. |
| 37600 RS 4       | Stoptrein (Arriva)                | Groningen – Roodeschool – Eemshaven                                                                    | Vier à vijf treinen per dag van/naar Eemshaven |
| 37700 RS 5       | Stoptrein (Arriva)                | Groningen – Delfzijl                                                                                   | |
| 37800 RS 7       | Stoptrein (Arriva)                | Groningen – Zuidbroek – Veendam                                                                        | |
| 37900 RE 6       | Sneltrein (Arriva)                | Groningen – Winschoten                                                                                 | Rijdt enkel in de spitsuren. |
| Nachttrein 32780 | Nachttrein (Arriva)               | Groningen – Assen – Zwolle – Lelystad Centrum – Almere Centrum – Amsterdam Centraal – Schiphol Airport | Rijdt alleen in de nacht van vrijdag op zaterdag. |

Na middernacht rijdt de laatste NS Sprinter richting Zwolle niet verder dan Assen.

## Bussen
Het station is een belangrijk knooppunt voor zowel de streek- en regiobussen als voor de stadsbussen in Groningen. Het busstation ligt aan de voorzijde van het station, ten oosten van het stationsgebouw.

## Stationsplein
In augustus 2002 is begonnen met verbouwing van het stationsgebied, dat tussen het treinstation en de Stationsweg ligt. Het aparte gedeelte voor stadsbussen, dat zich voor het stationsgebouw bevond, is afgebroken om het busstation overzichtelijker te maken. Het totaal aantal perrons is verkleind, en alle streek- en stadsbussen vertrekken nu vanaf de oostelijke helft van het plein. Een aantal buslijnen kreeg een halte direct aan de Stationsweg.
De westelijke helft van het stationsplein heeft een multifunctionele bestemming gekregen: het Stadsbalkon, dat op 7 juni 2007 geopend werd. Dit bestaat uit twee delen. Het bovenste deel is een groot plein waarover van de Stationsweg naar het station gelopen kan worden. Dit in hoogte golvende plein, waardoor de begane grond van de westelijke vleugel van het stationsgebouw grotendeels aan het oog wordt onttrokken, vormt het dak van de fietsenstalling in het onderste deel. Deze biedt plaats aan 4.150 fietsen en moet daarmee een antwoord bieden op de stallingsproblematiek voor fietsen die het stationsgebied kende. De fietsenstalling van het Stadsbalkon wordt in de lengte doorkruist door het doorgaande fietspad tussen de Marwixkade en de Lodewijkstraat.
Aan de zijde van de Stationsweg bevindt zich ook een taxistandplaats, die wordt aangegeven met een grote lichtmast met neonletters.
Op het Stadsbalkon staat het beroemde "Peerd van Ome Loeks", gemaakt door de beeldhouwer Jan de Baat. Het standbeeld, dat verwijst naar het paard in het lied van Ome Loeks, staat sinds 1959 bij het Hoofdstation, maar niet onafgebroken op dezelfde plek.
De fietsflat die naast het station stond is vanwege werkzaamheden in januari 2025 gesloopt.

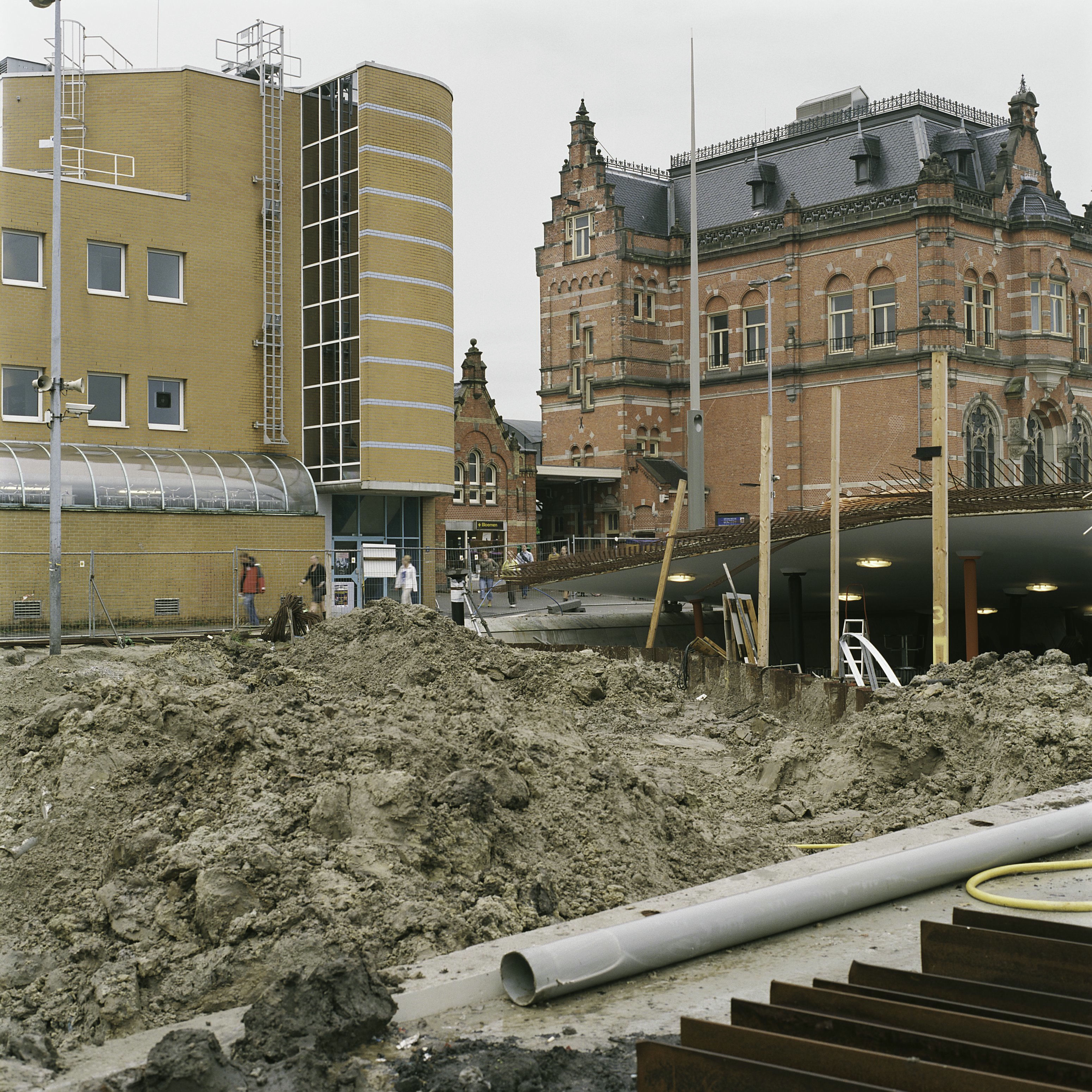
Aanleg Stadsbalkon (2006)
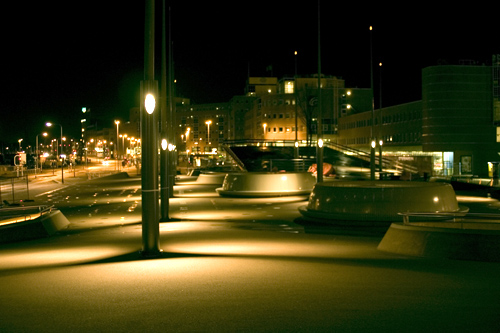
Het Stadsbalkon bij nacht (2006)
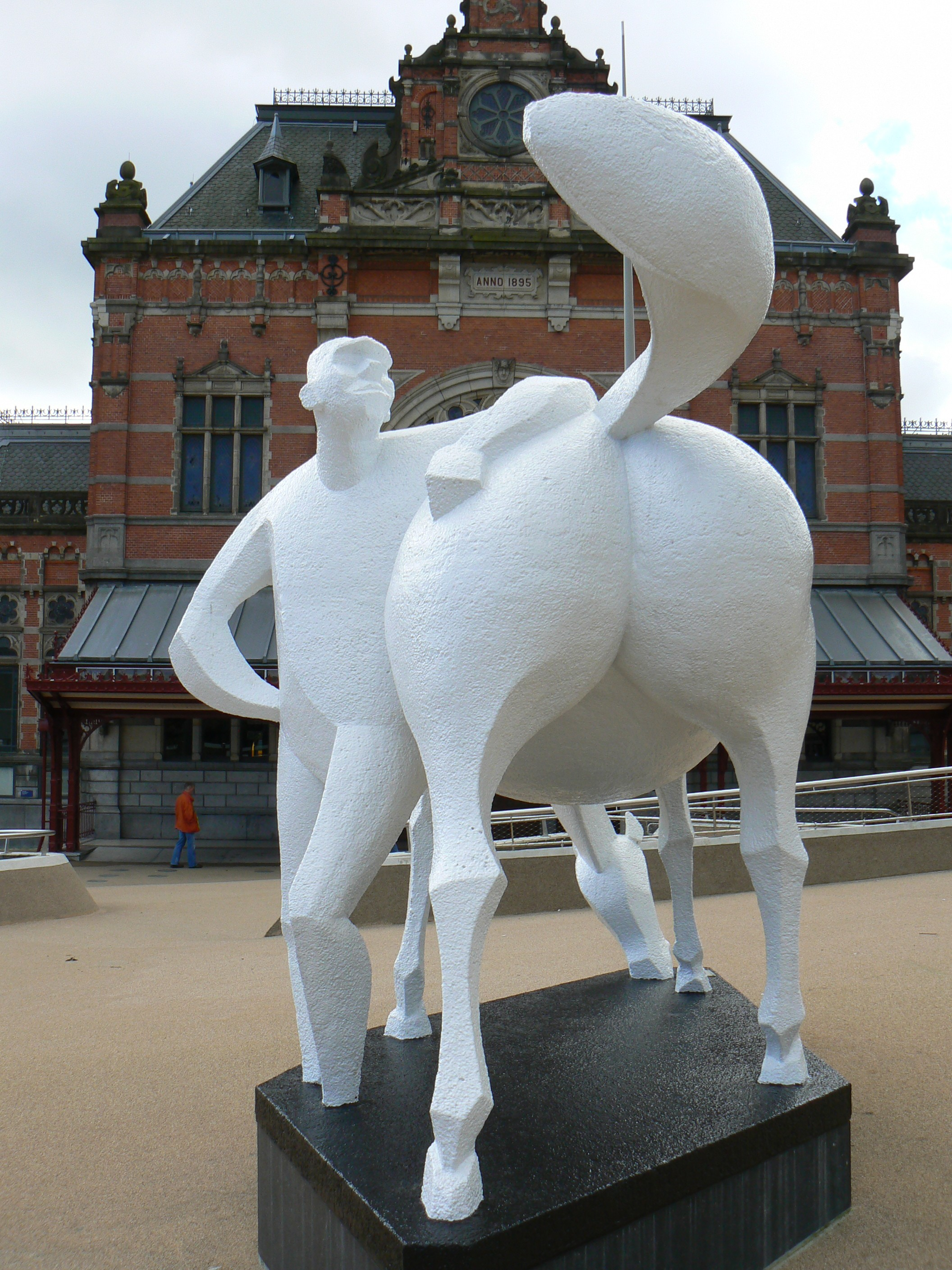
Het Peerd van Ome Loeks op het Stationsplein (2007)
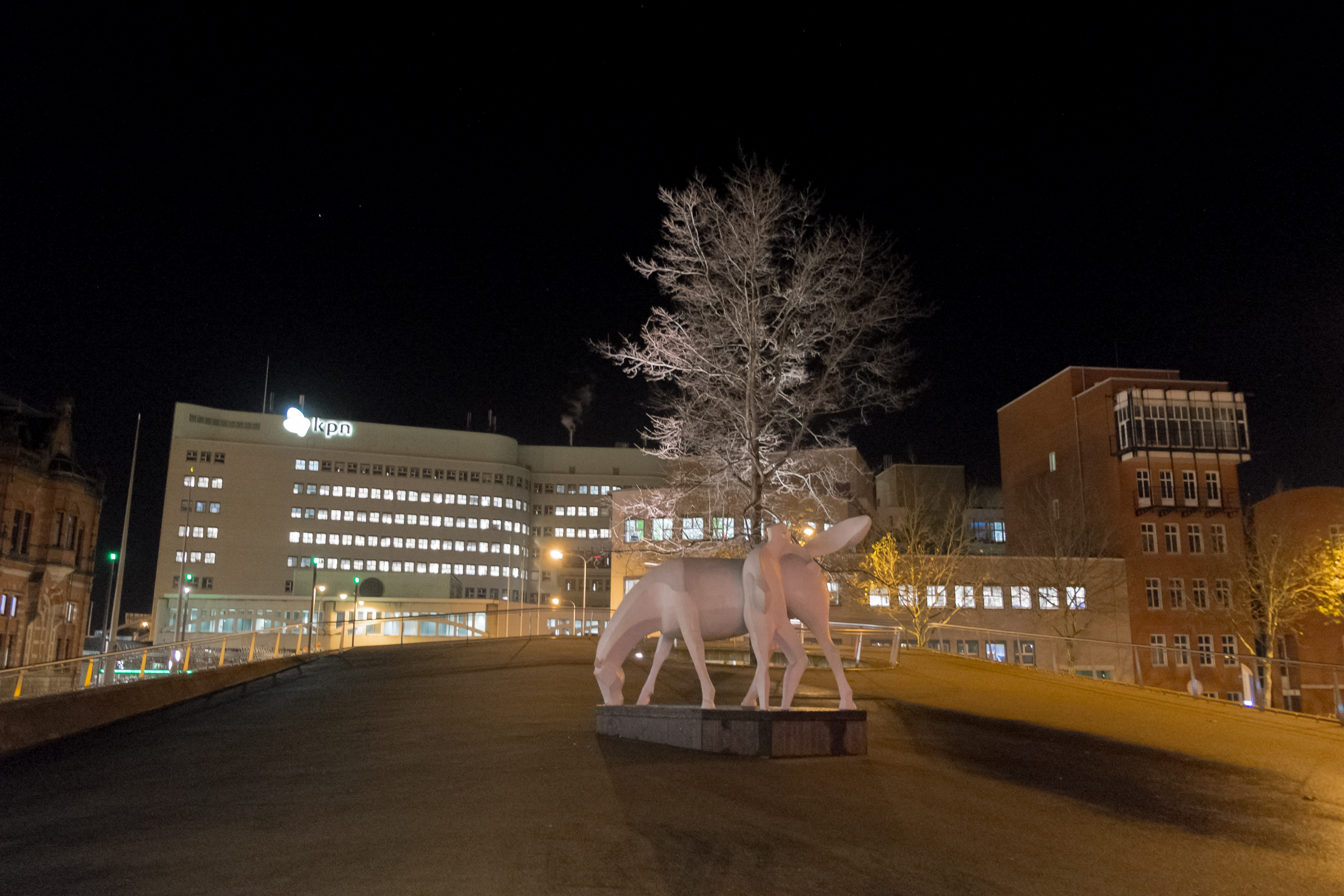
Het Peerd van Ome Loeks bij avond in de richting van het KPN-gebouw
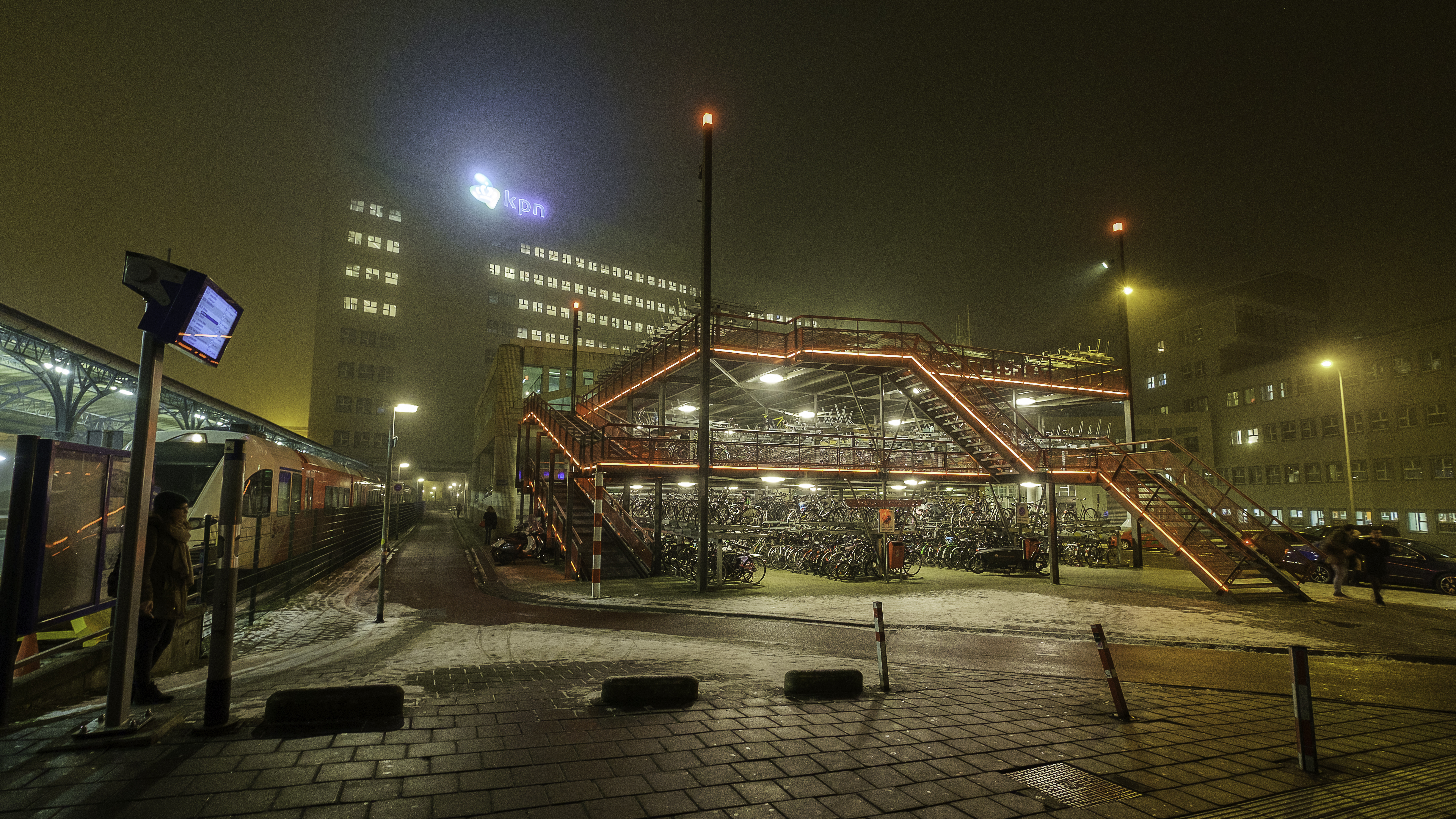
Fietsflat naast het station (gesloopt in januari 2025)

## Ontwikkeling aantal reizigers
Het aantal door NS vervoerde reizigers (per gemiddelde werkdag) ontwikkelde zich sedert 2019 als volgt:
| Jaar | Aantal reizigers |
| ---- | ---------------- |
| 2019 | 18.086           |
| 2020 | 8.250            |
| 2021 | 9.918            |
| 2022 | 14.288           |
| 2023 | 16.185           |
| 2024 | 16.064           |

## Trivia

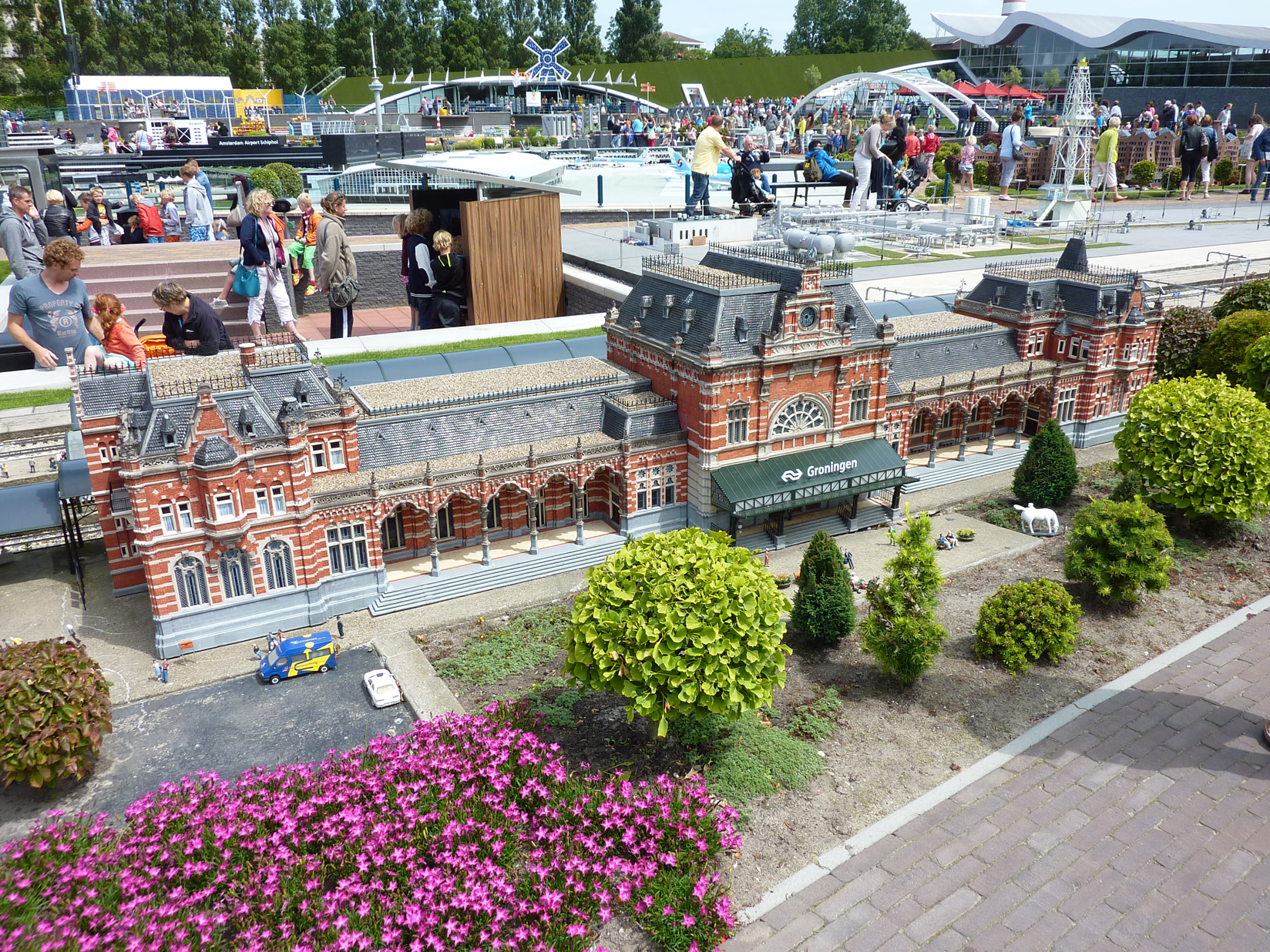
Station Groningen in Madurodam

- In de miniatuurstad Madurodam in Den Haag staat een model schaal 1:25 van het Hoofdstation van Groningen.

## Externe link

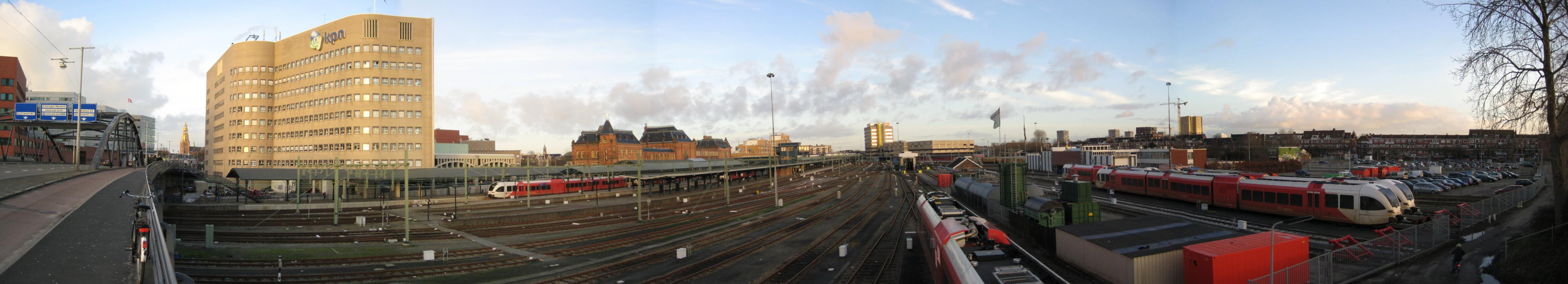
Het zuidelijke stationsgebied (2008)